# 1930
| [ Edytuj tabelę ]                                                | |
| Prezydent Polski                                                 | - 1926 Ignacy Mościcki 1939 |
| Premier Polski                                                   | - 1929 Kazimierz Bartel 1930 - 1930 Walery Sławek 1930 - 1930 Józef Piłsudski 1930 - 1930 Walery Sławek 1931                                                        |
| Król Afganistanu                                                 | - 1929 Mohammad Nader Szah 1933 |
| Premier Afganistanu                                              | - 1929 Mohammad Haszim Chan 1946 |
| Król Albanii                                                     | - 1928 Ahmed Zogu 1939 |
| Premier Albanii                                                  | - 1928 Kosta Kotta 1930 - 1930 Pandeli Evangjeli 1935 |
| Współksiążęta Andory                                             | - 1920 Justí Guitart i Vilardebó 1940 - 1924 Gaston Doumergue 1931                                                                                                  |
| Prezydent Argentyny                                              | - 1928 Hipólito Yrigoyen 1930 - 1930 gen. José Félix Uriburu 1932                                                                                                   |
| Premier Australii                                                | - 1929 James Scullin 1932 |
| Prezydent Austrii                                                | - 1928 Wilhelm Miklas 1938 |
| Kanclerz Austrii                                                 | - 1929 Johann Schober 1930 - 1930 Carl Vaugoin 1930 - 1930 Otto Ender 1931                                                                                          |
| Król Belgów                                                      | - 1909 Albert I 1934 |
| Premier Belgii                                                   | - 1926 Henri Jaspar 1931 |
| Król Bhutanu                                                     | - 1926 Jigme Wangchuck 1952 |
| Prezydent Boliwii                                                | - 1926 Hernando Siles Reyes 1930 - 1930 Carlos Blanco Galindo 1931                                                                                                  |
| Prezydent Brazylii                                               | - 1926 Washington Luiz Pereira de Souza 1930 - 1930 Getúlio Vargas 1945                                                                                             |
| Sułtan Brunei                                                    | - 1924 Ahmad Tajuddin 1950 |
| Car Bułgarii                                                     | - 1918 Borys III 1943 |
| Premier Bułgarii                                                 | - 1926 Andrej Lapczew 1931 |
| Prezydent Chile                                                  | - 1927 Carlos Ibáñez del Campo 1931 |
| Prezydent Chin                                                   | - 1928 Czang Kaj-szek 1931 |
| Prezydent Czechosłowacji                                         | - 1918 Tomáš Masaryk 1935 |
| Premier Czechosłowacji                                           | - 1929 František Udržal 1932 |
| Król Danii                                                       | - 1912 Chrystian X 1947 |
| Premier Danii                                                    | - 1929 Thorvald Stauning 1942 |
| Dalajlama                                                        | - 1878 Thubten Gjaco 1933 |
| Prezydent Dominikany                                             | - 1924 Horacio Vásquez 1930 - 1930 Rafael Estrella Ureña (tymcz.) 1930 - 1930 Rafael Trujillo 1938                                                                  |
| Władca Egiptu                                                    | - 1917 Fu’ad I 1936 |
| Premier Egiptu                                                   | - 1929 Adli Jakan Pasza 1930 - 1930 Mustafa an-Nahhas 1930 - 1930 Isma’il Sidki 1933                                                                                |
| Prezydent Ekwadoru                                               | - 1926 Isidro Ayora 1931 |
| Premier Estonii                                                  | - 1929 Otto Strandman 1931 |
| Cesarz Etiopii                                                   | - 1916 Zeuditu (cesarzowa) 1930 - 1930 Hajle Syllasje 1936 |
| Premier Etiopii                                                  | - 1927 Ras Tafari Makonnen 1936 |
| Prezydent Finlandii                                              | - 1925 Lauri Kristian Relander 1931 |
| Premier Finlandii                                                | - 1929 Kyösti Kallio 1930 - 1930 Pehr Evind Svinhufvud 1931 |
| Prezydent Francji                                                | - 1924 Gaston Doumergue 1931 |
| Premier Francji                                                  | - 1929 André Tardieu 1930 - 1930 Camille Chautemps 1930 - 1930 André Tardieu 1930 - 1930 Théodore Steeg 1931                                                        |
| Prezydent Senatu Wolnego Miasta Gdańska                          | - 1920 Heinrich Sahm 1931 |
| Prezydent Grecji                                                 | - 1929 Aleksandros Zaimis 1935 |
| Prezydent Gwatemali                                              | - 1926 Lázaro Chacón 1931 |
| Prezydent Haiti                                                  | - 1922 Louis Borno 1930 - 1930 Louis Eugène Roy 1930 - 1930 Sténio Vincent 1941                                                                                     |
| Król Hiszpanii                                                   | - 1886 Alfons XIII 1931 |
| Premier Hiszpanii                                                | - 1923 Miguel Primo de Rivera 1930 - 1930 Dámaso Berenguer 1931 |
| Król Holandii                                                    | - 1890 Wilhelmina 1948 |
| Premier Holandii                                                 | - 1929 Charles Ruijs de Beerenbrouck 1933 |
| Prezydent Hondurasu                                              | - 1929 Vicente Mejía Colindres 1933 |
| Szach Iranu                                                      | - 1925 Reza Szah Pahlawi 1941 |
| Premier Iranu                                                    | - 1927 Mehdi Gholi Hedajat 1933 |
| Władca Indii                                                     | - 1910 Jerzy V 1936 |
| Król Irlandii                                                    | - 1910 Jerzy V 1936 |
| Premier Irlandii                                                 | - 1922 William Thomas Cosgrave 1932 |
| Cesarz Japonii                                                   | - 1926 Hirohito 1989 |
| Premier Japonii                                                  | - 1929 Osachi Hamaguchi 1931 |
| Król Jugosławii                                                  | - 1929 Aleksander I 1934 |
| Premier Jugosławii                                               | - 1929 Petar Živković 1932 |
| Premier Kanady                                                   | - 1926 William Lyon Mackenzie King 1930 - 1930 Richard Bedford Bennett 1935                                                                                         |
| Emir Kataru                                                      | - 1913 Abd Allah ibn Kasim Al Sani 1949 |
| Prezydent Kolumbii                                               | - 1926 Miguel Abadía Méndez 1930 - 1930 Enrique Olaya Herrera 1934                                                                                                  |
| Patriarcha Konstantynopola                                       | - 1929 Focjusz II 1935 |
| Gubernator Korei (okupacja japońska)                             | - 1929 Makoto Saitō 1931 |
| Prezydent Kostaryki                                              | - 1928 Cleto González Víquez 1932 |
| Prezydent Kuby                                                   | - 1925 Gerardo Machado 1933 |
| Prezydent Liberii                                                | - 1920 Charles King 1930 - 1930 Edwin Barclay 1944 |
| Książę Liechtensteinu                                            | - 1929 Franciszek I 1938 |
| Premier Liechtensteinu                                           | - 1928 Josef Hoop 1945 |
| Prezydent Litwy                                                  | - 1926 Antanas Smetona 1940 |
| Premier Litwy                                                    | - 1929 Juozas Tūbelis 1938 |
| Wielki książę Luksemburga                                        | - 1919 Szarlotta 1964 |
| Premier Luksemburga                                              | - 1926 Joseph Bech 1937 |
| Prezydent Łotwy                                                  | - 1927 Gustavs Zemgals 1930 - 1930 Alberts Kviesis 1936 |
| Premier Łotwy                                                    | - 1928 Hugo Celmiņš 1931 |
| Premier Malty                                                    | - 1927 Gerald Strickland 1932 |
| Sułtan Maroka                                                    | - 1927 Muhammad V 1953 |
| Prezydent Meksyku                                                | - 1928 Emilio Portes Gil 1930 - 1930 Pascual Ortiz Rubio 1932 |
| Książę Monako                                                    | - 1922 Ludwik II 1949 |
| Minister stanu Monako                                            | - 1923 Maurice Piette 1932 |
| Przewodniczący Prezydium Małego Churału Państwowego Mongolii     | - 1929 Chorlogijn Czojbalsan 1930 - 1930 Losolyn Laagan 1932 |
| Premier Mongolii                                                 | - 1928 Anandyn Amar 1930 - 1930 Cengeltijn Dżigdżiddżaw 1932 |
| Król Nepalu                                                      | - 1911 Tribhuvan 1950 |
| Premier Nepalu                                                   | - 1929 Bhim Shumsher Jung Bahadur Rana 1932 |
| Prezydent Niemiec                                                | - 1925 Paul von Hindenburg 1934 |
| Kanclerz Niemiec                                                 | - 1928 Hermann Müller 1930 - 1930 Heinrich Brüning 1932 |
| Prezydent Nikaragui                                              | - 1929 José María Moncada 1933 |
| Król Norwegii                                                    | - 1905 Haakon VII 1957 |
| Premier Norwegii                                                 | - 1928 Johan Ludwig Mowinckel 1931 |
| Premier Nowej Zelandii                                           | - 1928 Joseph Ward 1930 - 1930 George Forbes 1935 |
| Sułtan Omanu                                                     | - 1913 Tajmur ibn Fajsal 1932 |
| Prezydent Panamy                                                 | - 1928 Florencio Harmodio Arosemena 1931 |
| Papież                                                           | - 1922 Pius XI 1939 |
| Prezydent Paragwaju                                              | - 1928 José Patricio Guggiari 1931 |
| Prezydent Peru                                                   | - 1919 Augusto B. Leguía 1930 - 1930 Luis Miguel Sánchez Cerro 1931                                                                                                 |
| Premier Południowej Afryki                                       | - 1924 Barry Hertzog 1939 |
| Prezydent Portugalii                                             | - 1926 António Óscar de Fragoso Carmona 1951 |
| Premier Portugalii                                               | - 1929 Artur Ivens Ferraz 1930 - 1930 Domingos da Costa e Oliveira 1932                                                                                             |
| Król Rumunii                                                     | - 1927 Michał 1930 - 1930 Karol II 1940 |
| Premier Rumunii                                                  | - 1928 Iuliu Maniu 1930 - 1930 Gheorghe Mironescu 1930 - 1930 Iuliu Maniu 1930 - 1930 Gheorghe Mironescu 1931                                                       |
| Prezydent Salwadoru                                              | - 1927 Pío Romero Bosque 1931 |
| Kapitanowie regenci San Marino                                   | - 1929 Ezio Balducci Aldo Busignani 1930 - 1930 Manlio Gozi 1930 - 1930 Marino Lonfernini 1930 - 1930 Turiddu Foschi 1930 - 1930 Valerio Pasquali Gino Ceccoli 1931 |
| Sekretarz Stanu do spraw Politycznych i Zagranicznych San Marino | - 1918 Giuliano Gozi 1943 |
| Prezydent Syrii                                                  | - 1928 Tadż ad-Din al-Hasani (p.o.) 1931 |
| Premier Syrii                                                    | - 1928 Tadż ad-Din al-Hasani 1931 |
| Prezydent Szwajcarii                                             | - 1930 Jean-Marie Musy 1930 |
| Król Szwecji                                                     | - 1907 Gustaw V 1950 |
| Premier Szwecji                                                  | - 1928 Arvid Lindman 1930 - 1930 Carl Gustaf Ekman 1932 |
| Król Tajlandii                                                   | - 1925 Prajadhipok 1935 |
| Król Tonga                                                       | - 1918 Salote Tupou III 1965 |
| Premier Tonga                                                    | - 1923 Viliami Tungī Mailefihi 1941 |
| Prezydent Turcji                                                 | - 1923 Mustafa Kemal 1938 |
| Premier Turcji                                                   | - 1925 İsmet İnönü 1937 |
| Prezydent Urugwaju                                               | - 1927 Juan Campisteguy 1931 |
| Prezydent USA                                                    | - 1929 Herbert Hoover 1933 |
| Prezydent Wenezueli                                              | - 1929 Juan Bautista Pérez 1931 |
| Regent Królestwa Węgier                                          | - 1920 Miklós Horthy 1944 |
| Premier Węgier                                                   | - 1921 István Bethlen 1931 |
| Monarcha Wielkiej Brytanii                                       | - 1910 Jerzy V 1936 |
| Premier Wielkiej Brytanii                                        | - 1929 Ramsay MacDonald 1935 |
| Cesarz Wietnamu                                                  | - 1926 Bảo Đại 1945 |
| Król Włoch                                                       | - 1900 Wiktor Emanuel III 1946 |
| Premier Włoch                                                    | - 1922 Benito Mussolini 1943 |
| Przywódca ZSRR                                                   | - 1924 Józef Stalin 1953 |
| Premier ZSRR                                                     | - 1924 Aleksiej Rykow 1930 - 1930 Wiaczesław Mołotow 1941 |

Rok 1930 / MCMXXX
stulecia: XIX wiek ~
XX wiek ~
XXI wiek

dziesięciolecia:
1900–1909 •
1910–1919 •
1920–1929 •
1930–1939
• 1940–1949
• 1950–1959
• 1960–1969

lata: 1920 «
1925 «
1926 «
1927 «
1928 «
1929 «
1930
» 1931
» 1932
» 1933
» 1934
» 1935
» 1940

## Wydarzenia w Polsce
- 5 stycznia – do Krakowa przyjechał Nachum Sokołow, przewodniczący Światowej Organizacji Syjonistycznej. Wziął udział w konferencji Organizacji Syjonistycznej Małopolski Zachodniej i Śląska, podczas której wygłosił referat o syjonizmie i sytuacji w Palestynie.
- 15 stycznia – otwarcie radiowej rozgłośni regionalnej we Lwowie (szósta rozgłośnia w kraju).
- 18 stycznia – uruchomiono fabrykę nawozów sztucznych w Mościcach (Państwowa Fabryka Związków Azotowych).
- 25 stycznia – policja zatrzymała Stanisława Cichockiego ps. „Szpicbródka”, udaremniając jednocześnie przygotowywane przez niego włamanie do placówki Banku Polskiego w Częstochowie.
- 1 lutego – uruchomiono stałą linię telefoniczną łączącą Polskę z Nowym Jorkiem.
- 2 lutego – rozpoczęła działalność rozgłośnia Polskiego Radia w Łodzi (siódma rozgłośnia w kraju).
- 22 lutego – został założony Polski Związek Krótkofalowców.
- 23 lutego – w Wilnie przy Uniwersytecie Stefana Batorego rozpoczął działalność Instytut Naukowo-Badawczy Europy Wschodniej.
- Luty – w Warszawie powstał Ukraiński Instytut Naukowy.
- 6 marca:
  - w Sanoku odbył się tzw. Marsz Głodnych.
  - premiera filmu Dusze w niewoli.
- 10 marca – powstał wielosekcyjny Miejski Klub Sportowy Chojniczanka Chojnice.
- 11 marca – otwarto regularną linię pasażerską z Gdyni do Nowego Jorku.
- 15 marca – premier Kazimierz Bartel podał się do dymisji.
- 16 marca:
  - Radio Kraków pierwszy raz transmitowało mszę świętą z katedry na Wawelu.
  - w kościołach katolickich na terenie Polski odbyły się modlitwy za prześladowanych w Rosji Sowieckiej.
  - w katastrofie samolotu sportowego JD-2 w Warszawie zginęły 2 osoby.
- 17 marca:
  - upadł piąty rząd Kazimierza Bartla.
  - układ handlowy z Niemcami (osłabienie wojny celnej).
- 29 marca:
  - utworzono pierwszy rząd Walerego Sławka.
  - premiera pierwszego polskiego filmu dźwiękowego Moralność Pani Dulskiej.
- 1 kwietnia:
  - PLL LOT uruchomił pierwsze połączenie międzynarodowe.
  - otwarcie pierwszej regularnej linii polskiej marynarki handlowej.
- 2 kwietnia – we Wrocławiu otwarto dom handlowy Wertheim (obecnie Renoma).
- 10 kwietnia – premiera filmu Gwiaździsta eskadra.
- 13 kwietnia – założono Muzeum Sztuki w Łodzi.
- 26 kwietnia – w Przeworsku pożar zniszczył 38 budynków.
- 11 maja – wybory do Sejmu Śląskiego II kadencji.
- 1 czerwca:
  - w Warszawie na Pradze zainaugurowano pierwszy w II Rzeczypospolitej sobór Polskiej Cerkwi Prawosławnej.
  - w Gdyni otwarto Obserwatorium Morskie Państwowego Instytutu Meteorologicznego.
- 9 czerwca – w Polsce gościł minister spraw zagranicznych Włoch Dino Grandi.
- 12 czerwca – wmurowano kamień węgielny pod budowę nowego gmachu Biblioteki Jagiellońskiej w Krakowie.
- 14 czerwca – Stanisław Petkiewicz ustanowił rekord Polski w biegu na 1500 m wynikiem 3:57,2 s.
- 18 czerwca – na Stadionie Olimpijskim we Wrocławiu rozpoczęły się III Igrzyska Niemieckie.
- 20 czerwca – Aleksander Szenajch ustanowił rekord Polski w biegu na 100 m wynikiem 10,8 s.
- 24 czerwca – na Stadionie Olimpijskim we Wrocławiu zakończyły się III Igrzyska Niemieckie.
- 26–29 czerwca – w Poznaniu odbywał się Krajowy Kongres Eucharystyczny.
- 27 czerwca – powołano Warszawskie Koło Intelektualistów.
- 29 czerwca – Centrolew zorganizował w Krakowie Kongres Obrony Prawa i Wolności Ludu.
- Lipiec – akcje zbrojne nacjonalistów ukraińskich (wschodnia Małopolska).
- 9 lipca – 151 górników zginęło w wybuchu metanu w kopalni „Wenceslaus” w Ludwikowicach Kłodzkich (niem. Ludwigsdorf).
- 12–13 lipca – XI Mistrzostwa Polski Mężczyzn w lekkiej atletyce. Trzy zwycięstwa odniósł Janusz Kusociński 1500 m – 4:03,8 s; 5000 m – 15:49,8 s; 7 km przełaje – 25:21,9 s.
- 13 lipca – na fregacie „Dar Pomorza” została podniesiona biało-czerwona bandera. Bandera ta została przeniesiona z żaglowca „Lwów”.
- 8 sierpnia – prezydent Ignacy Mościcki udał się transatlantykiem „Polonia” z oficjalną wizytą do Estonii.
- 9 sierpnia – Legia Warszawa zremisowała z CE Europa Barcelona 1:1 w meczu rozegranym z okazji otwarcia Stadionu Wojska Polskiego.
- 10 sierpnia – w Warszawie otwarto stadion Legii.
- 15 sierpnia – w Łodzi odsłonięto pomnik ku czci ks. Ignacego Skorupki.
- 23 sierpnia – upadł pierwszy rząd Walerego Sławka.
- 24 sierpnia – w Warszawie, 17-letnia Gertruda Kilos ustanowiła rekord Polski w biegu na 400 m wynikiem 1:07,0 s.
- 25 sierpnia – powołano drugi rząd Józefa Piłsudskiego.
- 8 września – Leokadia Wieczorkiewicz ustanowiła rekord Polski w biegu na 800 m wynikiem 2:26,8 s.
- 9/10 września – w nocy z 9 na 10 września aresztowano 19 byłych posłów, przywódców nowo powstałego lewicowego komitetu wyborczego Związek Obrony Prawa i Wolności Ludu.
- 24 września – w Warszawie rozpoczął się III Krajowy Konkurs Awionetek.
- 16 października – Jan Kostrzewski zastrzelił w lokalu Kasy Chorych w Częstochowie jej komisarza oraz dwóch innych pracowników, popełniając następnie samobójstwo.
- 16 listopada – wybory brzeskie – przedterminowe wybory do Sejmu RP. Aresztowanie przywódców Centrolewu i osadzenie ich w więzieniu wojskowym w Brześciu nad Bugiem na czas wyborów.
- 23 listopada:
  - przedterminowe wybory do Senatu RP.
  - Katowice: otwarto wystawę z około 300 dziełami Adama, Jana i Tadeusza Styków.
- 30 listopada – odsłonięto Pomnik Żołnierza Polskiego w Grudziądzu.
- Listopad – w Warszawie powstała Państwowa Wyższa Szkoła Muzyczna.
- 4 grudnia – upadł drugi rząd Józefa Piłsudskiego.
- 5 grudnia – utworzono drugi rząd Walerego Sławka.
- 7 grudnia – w Katowicach otwarto sztuczny tor łyżwiarski.
- 9 grudnia – Katowice: wznowił obrady Sejm Śląski.
- 12 grudnia – powstał Aeroklub Śląski.
- 13 grudnia – Sejm Śląski przyjął uchwałę domagającą się zwolnienia posła Wojciecha Korfantego.
- 20 grudnia – z więzienia mokotowskiego w Warszawie uwolniono senatora Wojciecha Korfantego.
- Powstała pierwsza elektrownia w Jaworznie (w następnych latach powstaną jeszcze dwie elektrownie).

## Wydarzenia na świecie
- 6 stycznia – pierwsza podróż samochodem z silnikiem Diesla z Indianapolis w stanie Indiana do Nowego Jorku została ukończona.
- 8 stycznia – przyszły król Włoch Humbert II poślubił w Rzymie księżniczkę belgijską Marię Józefę.
- 10 stycznia – Joe Labelle, amerykański traper, odkrył zniknięcie osady Eskimosów u brzegu jeziora Angikuni. Zagadka ich zniknięcia po dziś dzień nie została rozwiązana.
- 11 stycznia – założono ekwadorski klub piłkarski LDU Quito.
- 13 stycznia – po raz pierwszy Myszka Miki wystąpiła jako bohaterka komiksu.
- 14 stycznia – komunista Albrecht Höhler postrzelił w drzwiach jego mieszkania w Berlinie autora tekstu do hymnu nazistów Horsta Wessela, który w wyniku doznanych obrażeń zmarł w szpitalu 23 lutego.
- 20 stycznia – na konferencji w Hadze powołano Bank Rozrachunków Międzynarodowych (BIS).
- 21 stycznia – Domingos Oliveira został premierem Portugalii.
- 21 stycznia–22 kwietnia – w Londynie odbyła się konferencja wielkich mocarstw będąca próbą ograniczenia zbrojeń morskich.
- 26 stycznia:
  - dzień ten został ogłoszony przez Indyjski Kongres Narodowy – dniem niepodległości Indii (Purna Słaraj – Całkowitej Niepodległości).
  - działacz emigracyjny gen. Aleksandr Kutiepow został porwany w Paryżu przez grupę OGPU Jakowa Sieriebrianskiego wraz z rezydentami francuskimi i przetransportowany na pokład radzieckiego statku w porcie Hawr.
  - założono brazylijski klub piłkarski São Paulo FC.
- 28 stycznia – hiszpański dyktator Miguel Primo de Rivera został zmuszony do ustąpienia.
- 30 stycznia – wystartowała pierwsza radiosonda z Pawłowska w ZSRR.
- 31 stycznia – kompania 3M wprowadziła do sprzedaży taśmę samoprzylepną (ang. Scotch Tape).
- 3 lutego – powstała Komunistyczna Partia Wietnamu.
- 18 lutego:
  - odkrycie Plutona przez amerykańskiego astronoma Clayde’a Tombaugha.
  - w amerykańskim Saint Louis pierwsza w historii krowa, o imieniu Elm Farm Ollie, odbyła lot na pokładzie samolotu.
- 21 lutego – Camille Chautemps został premierem Francji.
- 24 lutego – otwarto Port lotniczy Hawana.
- 27 lutego – Wyspa Bouveta na południowym Atlantyku została zaanektowana przez Norwegię.
- 2 marca:
  - Mahatma Gandhi poinformował Brytyjskiego Gubernatora Generalnego i Wicekróla Indii o planowanym obywatelskim proteście i nieposłuszeństwie względem władz kolonialnych. W dziewięć dni później rozpoczęły się protesty i obywatelskie nieposłuszeństwo.
  - André Tardieu został po raz drugi premierem Francji.
- 5 marca – duński malarz Einar Wegener przeszedł chirurgiczną operację zmiany płci i odtąd nazywał się jako kobieta Lili Elbe – była to pierwsza osoba na świecie, która chirurgicznie zmieniła płeć.
- 6 marca – w Springfield w stanie Massachusetts po raz pierwszy znalazły się w sprzedaży zamrożone artykuły spożywcze.
- 8 marca – były prezydent USA i piastujący funkcję Prezesa Sądu Najwyższego Stanów Zjednoczonych William H. Taft zmarł w Waszyngtonie.
- 9 marca – w Lipsku odbyła się premiera opery Rozkwit i upadek miasta Mahagonny Bertolta Brechta i Kurta Weila.
- 12 marca:
  - Mahatma Gandhi wraz z 78 osobami towarzyszącymi, rozpoczął dwustumilowy marsz protestu w kierunku oceanu, by zaprotestować przeciwko monopolowi brytyjskiemu na sól. Po drodze coraz więcej ludzi zaczęło dołączać do „Marszu Solnego”, który zakończył się 5 kwietnia (Salt Satyagraha).
  - niemiecki parlament przyjął plan spłaty reparacji wojennych, tzw. plan Younga.
- 21 marca – utworzono Chilijskie Siły Powietrzne.
- 28 marca – w Turcji zmieniono nazwy miast Konstantynopola i Angory, odpowiednio na Stambuł i Ankara.
- 30 marca – Heinrich Brüning został kanclerzem Niemiec.
- 31 marca – wszedł w życie Kodeks Haysa (ang. United States Motion Picture Production Code of 1930), który narzucał ścisłe wytyczne co do traktowania scen dotyczących seksu, zbrodni, religii i przemocy w filmach amerykańskich. Kodeks ten obowiązywał wytwórnie filmowe w USA przez następne czterdzieści lat.
- 1 kwietnia – premiera niemieckiego filmu Błękitny anioł w reżyserii Josefa von Sternberga z Marleną Dietrich w roli głównej.
- 2 kwietnia – Hajle Syllasje I został cesarzem Etiopii.
- 3 kwietnia – w Los Angeles odbyła się 2. ceremonia wręczenia Oscarów.
- 4 kwietnia:
  - powstała Komunistyczna Partia Panamy.
  - założono Amerykańskie Towarzystwo Rakietowe (ARS).
- 5 kwietnia – w akcie obywatelskiego nieposłuszeństwa, poprzez marsz w kierunku oceanu i potem wyrób soli, Mahatma Gandhi złamał brytyjskie prawo kolonialne.
- 6 kwietnia:
  - został ustanowiony Order Lenina.
  - w Indiach zakończył się tzw. marsz solny, zorganizowany przez Mahatmę Gandhiego akt nieposłuszeństwa obywatelskiego.
- 17 kwietnia:
  - naukowcy z koncernu DuPont wynaleźli neopren.
  - założono paragwajski klub piłkarski Sportivo San Lorenzo.
- 18 kwietnia:
  - rozpoczęła się zbrojna rebelia w mieście Ćottogram przeciw brytyjskim władzom kolonialnym.
  - Radio BBC w swym serwisie informacyjnym z Londynu doniosło, popełniając gafę, że obecnie nie ma wiadomości.
- 19 kwietnia – premiera filmu Rozwódka.
- 21 kwietnia:
  - pożar w więzieniu w stolicy stanu Ohio w mieście Columbus pozbawił życia 320 osób.
  - w ZSRR linia kolejowa łącząca region Turkiestanu z Syberią została oddana do użytku (ros. Турксиб).
  - premiera filmu Na Zachodzie bez zmian.
- 22 kwietnia – podpisanie traktatu londyńskiego (zobowiązywał 5 mocarstw morskich do utrzymywania tonażu flot wojennych w poszczególnych klasach okrętów na określonym poziomie do 1936).
- 27 kwietnia – Losolyn Laagan(inne języki) został prezydentem Mongolii.
- 28 kwietnia – w Independence w stanie Kansas, po raz pierwszy w historii gry baseball odbył się mecz w nocy.
- 29 kwietnia – dokonano oblotu radzieckiego myśliwca I-5.
- 1 maja – oficjalnie zaakceptowano i ogłoszono nazwę Plutona, wówczas planety a obecnie planety karłowatej.
- 4 maja – Brytyjczycy aresztowali Mahatmę Gandhiego.
- 6 maja – trzęsienie ziemi o sile 7,3 w skali Richtera w Iranie pozbawiło życia ok. 4 tys. osób.
- 10 maja – powstał Czukocki Okręg Autonomiczny.
- 14 maja – w amerykańskim stanie Nowy Meksyk utworzono Park Narodowy Carlsbad Caverns.
- 15 maja – Ellen Church jako pierwsza stewardesa obsługiwała pasażerów na pokładzie trójsilnikowego Boeinga w czasie lotu z Oakland do Chicago.
- 16 maja – Rafael Leónidas Trujillo został wybrany prezydentem Dominikany.
- 17 maja:
  - premier Francji André Tardieu podjął decyzję wycofania pozostających oddziałów armii francuskiej z Nadrenii. Oddziały te zostały wycofane z terytorium Niemiec do 30 czerwca 1930 r.
  - rozpoczęto budowę Rockefeller Center w Nowym Jorku.
- 20 maja – radziecki filmowiec Siergiej Eisenstein przybył do Nowego Jorku.
- 24 maja:
  - angielska pilotka Amy Johnson wylądowała w Darwin w Australii. Była pierwszą kobietą, która samotnie przeleciała z Anglii do Australii – wystartowała 5 maja i pokonała 17 700 km (11 000 mil).
  - został aresztowany seryjny morderca Peter Kürten, znany jako wampir z Düsseldorfu.
- 27 maja – otwarto Chrysler Building w Nowym Jorku.
- 28 maja:
  - George Forbes został premierem Nowej Zelandii.
  - został obalony prezydent Boliwii Hernando Siles Reyes.
- 30 maja:
  - Siergiej Eisenstein przybył do Hollywood, by rozpocząć współpracę z wytwórnią filmową Paramount Pictures, jednak w październiku ze względu na różnice ideologiczne radziecki filmowiec zrezygnował ze współpracy z wytwórnią.
  - William „Red” Hill Sr., kanadyjski śmiałek, dokonał sławnego pięciogodzinnego spływu w stalowej beczce rzeką Niagarą.
- 7 czerwca:
  - Carl Gustaf Ekman został po raz drugi premierem Szwecji.
  - Uniwersytet Litewski w Kownie przemianowano na Uniwersytet Witolda Wielkiego.
- 8 czerwca – Karol II został królem Rumunii.
- 9 czerwca – dziennikarz gazety „Chicago Tribune” Jake Lingle został zastrzelony, gazeta wyznaczyła nagrodę 55 tys. dolarów za informację pozwalającą schwytać sprawców. Później okazało się, że dziennikarz współpracował z Mafią.
- 17 czerwca – prezydent USA Herbert Hoover podpisał ustawę (ang. Smoot-Hawley Tariff Act), która podnosiła cło na ponad 20 tys. artykułów importowanych do USA. Amerykański eksport i import zmniejszył się o ponad połowę. W opinii niektórych ekonomistów ustawa ta była częściowo odpowiedzialna za ostrość wielkiego kryzysu.
- 21 czerwca – we Francji rozpoczął się przymusowy pobór do wojska na jeden rok.
- 22 czerwca – Katarzyna z Palmy została kanonizowana przez papieża Piusa XI.
- 29 czerwca – papież Pius XI kanonizował 8 męczenników kanadyjskich.
- 5 lipca – odbyła się Siódma Konferencja Biskupów Anglikańskich (ang. Seventh Lambeth Conference). Biskupi zaaprobowali w ograniczonych okolicznościach użycie sztucznych środków antykoncepcyjnych – co było kontrowersyjną, ale i nowatorską zmianą poglądów wśród wyznawców różnych odłamów chrześcijaństwa.
- 7 lipca:
  - ulicami Helsinek maszerowali przedstawiciele faszystowskiego ruchu politycznego w Finlandii – Lapuan liike.
  - rozpoczęła się budowa zapory wodnej na rzece Kolorado w USA – Boulder Dam, później nazwanej Zaporą Hoovera (ang. Hoover Dam).
- 9 lipca – wielka katastrofa górnicza w kopalni węgla kamiennego „Wenceslaus” w miejscowości Hausdorf (obecnie Jugów), w której zginęło 151 górników.
- 13 lipca – w stolicy Urugwaju – Montevideo rozpoczęły się pierwsze Mistrzostwa Świata w piłce nożnej. Napastnik francuski Lucien Laurent zdobył pierwszą bramkę w historii mistrzostw świata w meczu z Meksykiem, wygranym przez Francuzów 4:1.
- 23 lipca – w trzęsieniu ziemi w południowych Włoszech zginęło 1425 osób.
- 28 lipca – Richard Bedford Bennett pokonał Williama Lyona Mackenzie Kinga w wyborach federalnych i został premierem Kanady.
- 30 lipca – w finale rozgrywanych w Urugwaju pierwszych piłkarskich mistrzostw świata gospodarze pokonali Argentynę 4:2.
- 6 sierpnia – ekspedycja norweska odnalazła zwłoki szwedzkiego polarnika i podróżnika Salomona Augusta Andrée.
- 7 sierpnia – z ramienia Progresywno-Konserwatywnej Partii Kanady Richard Bedford Bennett objął stanowisko premiera – jako jedenasty premier Kanady.
- 9 sierpnia – w Toronto, Kanadyjczyk Percy Williams ustanowił rekord świata w biegu na 100 m wynikiem 10,3 s.
- 10 sierpnia – odbyła się pierwsza oficjalna podróż prezydenta RP Ignacego Mościckiego za granicę.
- 12 sierpnia – oddziały tureckiej armii wkroczyły na teren Persji, by zwalczać kurdyjskich powstańców.
- 13 sierpnia
  - papież Pius XI wydał bullę Pastoralis Offici Nostri, ustanawiającą nowy porządek kościelny w państwie pruskim.
  - utworzono archidiecezję wrocławską.
- 17 sierpnia – hiszpańskie partie antymonarchistyczne i republikańskie podpisały pakt z San Sebastián.
- 27 sierpnia – wojskowa junta przejęła władzę w Peru.
- 2 września – w Sztokholmie, Szwedka Maj Jacobsson ustanowiła rekord świata w biegu płotkarskim na 80 m wynikiem 12,1 s.
- 4 września – na londyńskim West Endzie otwarto Cambridge Theatre.
- 6 września – José Félix Uriburu stanął na czele udanego wojskowego przewrotu w Argentynie.
- 8 września – kompania 3M wprowadziła do sprzedaży przeźroczystą taśmę samoprzylepną.
- 14 września – Narodowosocjalistyczna Niemiecka Partia Robotników (NSDAP) zdobyła 107 miejsc w Niemieckim Parlamencie, co stanowiło 18,3% głosów oddanych w parlamentarnych wyborach, była drugą pod względem wielkości partią w parlamencie.
- 20 września – dwaj biskupi Syromalankarskiego Kościoła katolickiego zostali uznani przez Rzym za biskupów katolickich.
- 1 października:
  - w Jerozolimie po raz pierwszy zapalono elektryczne latarnie uliczne.
  - w Wielkiej Brytanii została powołana Królewska Komisja pod kierownictwem Johna Hope Simpsona, mająca wyjaśnić przyczyny wybuchu i przebieg zamieszek w Palestynie w 1929 roku.
- 5 października:
  - w swej dziewiczej podróży do Indii, brytyjski sterowiec R101 rozbił się nad Francją – zginęło 48 osób.
  - w Paryżu, Francuz Jules Ladoumègue ustanowił rekord świata w biegu na 1500 m wynikiem 3:49,2 s.
- 13 października – oblatano niemiecki samolot transportowy Junkers Ju 52.
- 24 października – w Brazylii doszło do krwawego zamachu stanu, w wyniku którego władzę prezydencką przejął Getúlio Dornelles Vargas.
- 25 października – w bazylice św. Franciszka w Asyżu odbył się ślub cara bułgarskiego Borysa z sabaudzką księżniczką Joanną.
- 27 października – Incydent w Busha: zbrojne wystąpienie Aborygenów tajwańskich przeciwko prowadzonej przez japońskie władze polityce asymilacji, zakończone brutalnymi represjami.
- 28 października – oddano do użytku Nowy Ratusz w Ostrawie.
- 2 listopada – Hajle Syllasje I został koronowany cesarzem Etiopii.
- 8 listopada – papież Pius XI przyjął na prywatnej audiencji nuncjusza w Polsce Francesco Marmaggi.
- 18 listopada – powstała japońska świecka organizacja buddyjska Sōka Gakkai.
- 25 listopada – trzęsienie ziemi na półwyspie Izu w Japonii pozbawiło życia 223 osoby i zniszczyło 650 budynków.
- Grudzień – w Turcji kobiety uzyskały prawo do głosowania.
- 2 grudnia – Wielki kryzys: Prezydent USA Herbert Hoover wystąpił w Kongresie o przyznanie 150 mln dolarów na roboty publiczne, by stworzyć nowe miejsca pracy i pobudzić ekonomię.
- 4 grudnia – Watykan wyraził zgodę na naturalną regulację poczęcia.
- 13 grudnia – Théodore Steeg został premierem Francji.
- 15 grudnia – w Berlinie rozpoczęły się rokowania polsko-litewskie w sprawie ruchu granicznego.
- 19 grudnia:
  - Wiaczesław Mołotow objął urząd przewodniczącego Rady Komisarzy Ludowych ZSRR.
  - na wyspie Jawa w Indonezji doszło do erupcji wulkanu Merapi – około 1400 osób straciło życie.
- 21 grudnia – Józef Piłsudski przybył na portugalską Maderę na trzymiesięczny wypoczynek.
- 28 grudnia:
  - księstwo Luksemburg udzieliło zezwolenia Radiu Luxembourg na rozpoczęcie działalności. W latach 50. i 60. Radio Luxembourg było jedyną radiostacją komercyjną, nadającą po angielsku swoje programy na Europę i jedyną nadającą rock and rolla.
  - Mahatma Gandhi udał się do Wielkiej Brytanii, by negocjować z rządem brytyjskim.
- 29 grudnia – Muhammad Iqbal w programowym przemówieniu do członków Ligi Muzułmańskiej w Allahabadzie, przedstawił koncepcję oddzielnego państwa muzułmańskiego – późniejszego Pakistanu.
- 31 grudnia – papież Pius XI wydał encyklikę Casti Connubii, o małżeństwie chrześcijańskim.
- Liczba ludności w Europie stanowiła 38% populacji świata.

## Urodzili się
- 1 stycznia:
  - Adonis, arabski poeta i krytyk literacki
  - Henryk Bułhak, polski historyk
  - Henryk Kukier, polski bokser (zm. 2020)
  - Jan Mariański, polski polityk, przewodniczący Prezydium MRN w Gdyni (zm. 2008)
  - Frederick Wiseman, amerykański reżyser, montażysta i producent filmowy pochodzenia żydowskiego
  - Gabriel Wójcik, polski geograf (zm. 2021)
- 2 stycznia:
  - Julius La Rosa, amerykański piosenkarz (zm. 2016)
  - Stefania Rogowska, polska koszykarka i siatkarka (zm. 2017)
- 3 stycznia:
  - Mara Corday, amerykańska aktorka i modelka (zm. 2025)
  - Robert Loggia, amerykański aktor (zm. 2015)
  - Zdzisław Kosyrz, polski pedagog (zm. 2023)
  - Izabella Olszewska, polska aktorka (zm. 2024)
  - Ahmed Osman, marokański polityk i dyplomata
- 4 stycznia:
  - Edmund Głuchowski, polski pisarz, scenarzysta filmowy
  - Jannie de Groot, holenderska pływaczka (zm. 2011)
- 5 stycznia – Jan Mayzel, polski aktor (zm. 2021)
- 6 stycznia – Cezary Leżeński, polski pisarz, dziennikarz (zm. 2006)
- 7 stycznia – Krystian Seibert, polski architekt i urbanista (zm. 2015)
- 8 stycznia:
  - Jerzy Marendziak, polski adwokat, dyplomata (zm. 2000)
  - Éva Novák-Gerard, węgierska pływaczka (zm. 2005)
  - Doreen Wilber, amerykańska łuczniczka (zm. 2008)
- 9 stycznia:
  - Szymon Janiczko, polski hokeista
  - Jan Pałyga, polski ksiądz katolicki (zm. 2021)
- 10 stycznia:
  - Jerzy Neugebauer, polski artysta fotograf
  - Maria Szumiec, polska ichtiolożka (zm. 2012)
- 11 stycznia:
  - Eugeniusz Kabatc, polski prozaik i tłumacz (zm. 2020)
  - Witold Skaruch, polski aktor i reżyser teatralny (zm. 2010)
  - Rod Taylor, amerykański aktor (zm. 2015)
- 12 stycznia:
  - Irena Felchnerowska, polska siatkarka, lekkoatletka (zm. 2005)
  - Jacques Guittet, francuski szpadzista, florecista (zm. 2025)
  - Michael Slupecki, amerykański ortopeda, biolog, finansista pochodzenia polskiego
- 13 stycznia:
  - Marian Konieczny, polski rzeźbiarz (zm. 2017)
  - Frances Sternhagen, amerykańska aktorka (zm. 2023)
  - Zdzisław Szostak, polski kompozytor i dyrygent (zm. 2019)
- 14 stycznia:
  - Władysław Neneman, polski dyplomata (zm. 2019)
  - Kenny Wheeler, kanadyjski trębacz (zm. 2014)
- 15 stycznia – Abd al-Halim Abu Ghazala, egipski wojskowy i polityk, minister obrony (zm. 2008)
- 16 stycznia:
  - Edward Duchnowski, polski działacz społeczny (zm. 2010)
  - Wojciech Kuczkowski, polski nauczyciel, instruktor harcerski, prozaik, poeta, reportażysta, ekolog, działacz turystyczny (zm. 2021)
  - Nicole Ladmiral(inne języki), francuska aktorka filmowa (zm. 1958)
  - Norman Podhoretz, amerykański publicysta
  - Tadeusz Józef Zawistowski, polski duchowny katolicki (zm. 2015)
- 19 stycznia – Tippi Hedren, amerykańska aktorka filmowa
- 20 stycznia:
  - Buzz Aldrin, amerykański astronauta
  - Egon Bondy, czeski poeta, prozaik i filozof (zm. 2007)
  - Henryk Mąka, polski pisarz, reportażysta i publicysta (zm. 2016)
- 21 stycznia:
  - John Boles, amerykański duchowny katolicki (zm. 2014)
  - Tadeusz Cepak, polski generał (zm. 2019)
  - Hanna Kirchner, polska historyczka
- 23 stycznia:
  - Ireneusz Kossakowski, polski działacz państwowy i dyplomata
  - Mervyn Rose, australijski tenisista (zm. 2017)
  - Henryk Samsonowicz, polski historyk i polityk (zm. 2021)
  - Derek Walcott, karaibski poeta, pisarz, laureat Nagrody Nobla (zm. 2017)
  - Teresa Żylis-Gara, polska śpiewaczka operowa (zm. 2021)
- 24 stycznia:
  - Helena Raszka, polska poetka (zm. 2016)
  - Wu Jinglian, chiński ekonomista
- 25 stycznia – Marta Traba, argentyńska pisarka (zm. 1983)
- 26 stycznia:
  - Thomas Gumbleton, amerykański duchowny katolicki (zm. 2024)
  - Buddy Melges, amerykański żeglarz sportowy (zm. 2023)
- 27 stycznia:
  - Bobby Bland, amerykański piosenkarz (zm. 2013)
  - Sobiesław Zasada, polski kierowca rajdowy
- 28 stycznia:
  - Roy Clarke, brytyjski scenarzysta filmowy i telewizyjny
  - Luis de Pablo, hiszpański kompozytor (zm. 2021)
- 29 stycznia – Leonid Bobykin, radziecki polityk (zm. 2023)
- 30 stycznia: 
  - Miguel Caviedes Medina, chilijski duchowny katolicki
  - Gene Hackman, amerykański aktor, reżyser i producent filmowy (zm. 2025)
- 31 stycznia:
  - Romuald Łukaszyk, polski duchowny katolicki, teolog (zm. 1981)
  - Zbigniew Makowski, polski malarz (zm. 2019)
  - Jerzy Wala, polski taternik i alpinista
- 1 lutego:
  - Shahabuddin Ahmed, dwukrotny prezydent Bangladeszu (zm. 2022)
  - Hossain Mohammad Ershad, bengalski generał i polityk (zm. 2019)
- 2 lutego:
  - Krzysztof Chamiec, polski aktor (zm. 2001)
  - René Śliwowski, polski historyk literatury rosyjskiej, tłumacz i krytyk (zm. 2015)
  - Maria Zuchowicz, polska prawnik (zm. 2020)
- 3 lutego – Sándor Csoóri, węgierski pisarz (zm. 2016)
- 4 lutego – Stan Newens, brytyjski polityk (zm. 2021)
- 5 lutego:
  - Kalina Jędrusik, polska aktorka i piosenkarka (zm. 1991)
  - Aleksandra Kubiak, polska siatkarka (zm. 2021)
  - Marian Taniewski, polski chemik (zm. 2020)
  - Ilon Wikland, szwedzka ilustratorka
- 6 lutego:
  - Anna Bukowska, polska eseistka, krytyk literacki (zm. 2021)
  - Krystian Czernichowski, polski koszykarz (zm. 2014)
  - Claude Martin, francuski wioślarz (zm. 2017)
- 7 lutego:
  - Vytautas Einoris, litewski agronom, ekonomista, polityk, dyplomata (zm. 2019)
  - Lennart Larsson, szwedzki biegacz narciarski (zm. 2021)
- 8 lutego:
  - Catherine Hardy, amerykańska lekkoatletka, sprinterka (zm. 2017)
  - Barbara Hesse-Bukowska, polska pianistka, pedagog (zm. 2013)
  - Pavel Kantorek, czeski lekkoatleta (zm. 2023)
- 9 lutego – Marian Anysz, polski oficer polityczny
- 10 lutego:
  - Bolesław Bogdan, polski pięcioboista (zm. 2022)
  - Józef Miąso, polski historyk (zm. 2025)
  - Władimir Szkodrow, bułgarski astronom (zm. 2010)
  - Robert Wagner, amerykański aktor, producent filmowy i telewizyjny
- 11 lutego:
  - Mary Quant, brytyjska projektantka mody (zm. 2023)
  - Krzysztof Moszyński, polski matematyk (zm. 2020)
- 12 lutego:
  - Janusz Łęski, polski reżyser (zm. 2022)
  - Gerhard Rühm, austriacki pisarz, kompozytor, rysownik
  - Arlen Specter, amerykański polityk, senator ze stanu Pensylwania (zm. 2012)
  - Józef Wilkoń, polski ilustrator, malarz i historyk sztuki
- 13 lutego:
  - Ernst Fuchs, austriacki malarz (zm. 2015)
  - Israel Kirzner, amerykański ekonomista
- 14 lutego:
  - Jerzy Luciński, polski naukowiec (zm. 2025)
  - Harry Mathews, amerykański pisarz (zm. 2017)
  - Kazimierz Pustelak, polski śpiewak (tenor) (zm. 2021)
  - Zbigniew Puzewicz, polski inżynier i wynalazca (zm. 2018)
- 15 lutego:
  - Jean Bonfils, francuski duchowny katolicki
  - Robert Mulvee, amerykański duchowny katolicki (zm. 2018)
- 16 lutego:
  - Peggy King, amerykańska piosenkarka
  - Jack Sears, brytyjski przedsiębiorca, kierowca wyścigowy, pisarz (zm. 2016)
- 17 lutego:
  - Ruth Rendell, brytyjska powieściopisarka (zm. 2015)
  - Czesław Strumiłło, polski inżynier (zm. 2018)
- 18 lutego:
  - William Bentsen, amerykański żeglarz sportowy (zm. 2020)
  - Theodore Freeman, amerykański pilot wojskowy, astronauta (zm. 1964)
- 19 lutego – Kjell Espmark, szwedzki pisarz, historyk literatury (zm. 2022)
- 20 lutego – Tadeusz Furdyna, polski ksiądz katolicki
- 21 lutego:
  - Pedro Dean, filipiński duchowny katolicki
  - Zenona Węgrzynowicz, polska koszykarka, siatkarka (zm. 2017)
- 22 lutego:
  - David Cremin, australijski duchowny katolicki (zm. 2025)
  - Walter Mischel, amerykański psycholog niemieckiego pochodzenia (zm. 2018)
  - Giuliano Montaldo, włoski aktor, reżyser i scenarzysta filmowy (zm. 2023)
  - Marni Nixon, amerykańska sopranistka (zm. 2016)
- 23 lutego:
  - Harry Boldt, niemiecki jeżdziec sportowy
  - Jef Geeraerts, belgijski pisarz (zm. 2015)
  - Józef Janoszek, polski działacz społeczny (zm. 2023)
- 24 lutego – Zdzisław Rurarz, polski polityk, dyplomata (zm. 2007)
- 25 lutego:
  - Albert Edward Baharagate, ugandyjski duchowny katolicki (zm. 2023)
  - Wendy Beckett, południowoafrykańska zakonnica (zm. 2018)
  - Edi Ziegler, niemiecki kolarz (zm. 2020)
- 26 lutego – Krystyna Goldberg, polska dziennikarka i redaktorka (zm. 2017)
- 27 lutego:
  - Jovan Krkobabić, serbski polityk, wicepremier (zm. 2014)
  - Joanne Woodward, amerykańska aktorka, laureatka Oscara
  - John Straffen, brytyjski seryjny morderca (zm. 2007)
- 28 lutego:
  - Albert Bouvet, francuski kolarz (zm. 2017)
  - Leon Cooper, amerykański fizyk, laureat Nagrody Nobla (zm. 2024)
  - Robert Rose, amerykański duchowny katolicki (zm. 2022)
  - Roh Shin-yeong, polityk południowokoreański (zm. 2019)
  - Władysław Ważniewski, polski historyk (zm. 2021)
- 2 marca:
  - John Cullum, amerykański aktor
  - Rodney Elton, brytyjski arystokrata, polityk (zm. 2023)
  - Siergiej Kowalow, rosyjski polityk (zm. 2021)
  - Roman Kraszewski, polski pianista i kompozytor
  - Tom Wolfe, amerykański pisarz i dziennikarz (zm. 2018)
- 3 marca – Ion Iliescu, rumuński polityk (zm. 2025)
- 4 marca:
  - Blanka Bohdanová, czeska aktorka i malarka (zm. 2021)
  - Yaşar Yılmaz, turecki zapaśnik
- 5 marca:
  - Henryk Lula, polski rzeźbiarz, ceramik
  - Jan Pawlica, polski filozof, wykładowca akademicki (zm. 2021)
  - Jerzy Piskorz-Nałęcki, polski inżynier (zm. 2019)
- 6 marca – Lorin Maazel, amerykański dyrygent, skrzypek i kompozytor (zm. 2014)
- 7 marca:
  - Antony Charles Robert Armstrong-Jones, brytyjski fotograf i twórca filmów dokumentalnych nagrodzony Nagrodą Emmy (zm. 2017)
  - Krystyna Kubicka, polska lekarka (zm. 2017)
  - John Ripard, maltański żeglarz
  - Jerzy Lesław Wyrozumski, polski historyk (zm. 2018)
  - Helena Zaorska, polska chemik, profesor (zm. 1992)
- 8 marca:
  - Francesco Cuccarese, włoski duchowny katolicki, arcybiskup Acerenzy (zm. 2025)
  - Zbigniew Grabowski, polski geotechnik, polityk (zm. 2019)
  - Douglas Hurd, brytyjski polityk, pisarz
  - Braulio Musso, chilijski piłkarz (zm. 2025)
  - Ernst Tugendhat, niemiecki filozof (zm. 2023)
- 9 marca:
  - Ornette Coleman, amerykański saksofonista jazzowy i kompozytor (zm. 2015)
  - Taina Elg, amerykańska aktorka pochodzenia rosyjskiego (zm. 2025)
  - Ota Filip, czeski pisarz (zm. 2018)
  - Thomas Schippers, amerykański dyrygent (zm. 1977)
- 10 marca:
  - Justinas Marcinkevičius, litewski poeta, dramaturg (zm. 2011)
  - Anna Marzec, polska chemik (zm. 2021)
  - Henryk Wilk, polski inżynier, polityk, senator RP (zm. 2002)
- 11 marca:
  - Silvia Glatthard, szwajcarska narciarka alpejska (zm. 2024)
  - Zdzisław Kuksewicz, polski filozof (zm. 2019)
  - Jacek Marecki, polski inżynier elektryk
- 12 marca – Ryszard Badowski, polski dziennikarz (zm. 2021)
- 13 marca – Antoni Seta, polski hutnik, polityk, poseł na Sejm PRL
- 14 marca – Walter Habersatter, austriacki skoczek narciarski (zm. 2018)
- 15 marca:
  - Żores Ałfiorow (ros. Жорес Иванович Алферов), rosyjski noblista w dziedzinie fizyki (zm. 2019)
  - Alba Arnova, włoska aktorka pochodzenia argentyńskiego (zm. 2018)
  - Ib Christensen, duński psycholog, polityk, eurodeputowany (zm. 2023)
  - Jerzy Dobrowolski, polski aktor, dramaturg, satyryk, reżyser teatralny (zm. 1987)
  - Martin Karplus, amerykański chemik teoretyczny pochodzenia austriackiego, laureat Nagrody Nobla (zm. 2024)
  - Andreas Okopenko, austriacki pisarz (zm. 2010)
- 16 marca:
  - Sue Johanson, kanadyjska terapeutka (zm. 2023)
  - Krzysztof Kąkolewski, polski pisarz (zm. 2015)
- 17 marca:
  - Józef Franciszek Dobrowolski, polski lekarz medycyny
  - James Irwin, amerykański astronauta (zm. 1991)
- 18 marca:
  - Héctor Bianciotti, francuski pisarz i dziennikarz (zm. 2012)
  - Zbigniew Czarnuch, polski historyk (zm. 2024)
  - Verna Johnston, australijska lekkoatletka (zm. 2010)
  - Adam Maida, amerykański duchowny katolicki, kardynał
  - Józef Zbiróg, polski aktor (zm. 2009)
- 19 marca:
  - Andrzej Czekalski, polski reżyser i scenarzysta filmowy, autor tekstów piosenek
  - Janina David, brytyjska pisarka pochodzenia polsko-żydowskiego (zm. 2023)
  - Lina Kostenko, ukraińska poetka, tłumaczka, dysydentka
  - Joseph Pastor Neelankavil, indyjski duchowny syromalabarski, biskup (zm. 2021)
- 20 marca:
  - Ludwik Pak, polski aktor (zm. 1988)
  - Thomas Stafford Williams, nowozelandzki duchowny katolicki, kardynał (zm. 2023)
- 21 marca – Zdzisław Rondio, polski anestezjolog dziecięcy (zm. 2016)
- 22 marca:
  - Arlette Ben Hamo, francuska lekkoatletka, wieloboistka
  - Hanna Popowska-Taborska, polska językoznawczyni i badaczka kaszubszczyzny (zm. 2022)
  - Pat Robertson, amerykański polityk i duchowny (zm. 2023)
  - Stephen Sondheim, amerykański scenarzysta musicali teatralnych, kompozytor i autor tekstów piosenek (zm. 2021)
- 23 marca:
  - Zygmunt Hübner, polski aktor, reżyser, publicysta i pedagog (zm. 1989)
  - Józef Bogumił Lewandowski, polski inżynier, doktor habilitowany (zm. 2016)
- 24 marca:
  - David Dacko, pierwszy prezydent Republiki Środkowoafrykańskiej (zm. 2003)
  - Owen Gingerich, amerykański astronom, historyk nauki (zm. 2023)
  - Cristóbal Halffter, hiszpański kompozytor (zm. 2021)
  - Olgierd Nowosielski – polski specjalista w zakresie nawożenia roślin warzywnych, prof. dr hab. (zm. 2013)
  - Steve McQueen, amerykański aktor (zm. 1980)
- 25 marca:
  - Julia Gippenrejter, rosyjska psycholog
  - Robert Mouynet, francuski piłkarz
  - Hugo Weczerka, niemiecki historyk (zm. 2021)
- 26 marca:
  - Gregory Corso, amerykański poeta (zm. 2001)
  - Sandra Day O’Connor, amerykańska prawniczka, pierwsza kobieta-sędzia Sądu Najwyższego USA (zm. 2023)
- 27 marca – Daniel Spoerri, szwajcarski artysta awangardowy (zm. 2024)
- 28 marca:
  - Jerome I. Friedman, amerykański fizyk, laureat Nagrody Nobla
  - Stanisław Pasynkiewicz, polski chemik (zm. 2021)
  - Amelia Rosselli, włoska poetka (zm. 1996)
- 29 marca:
  - Lima Duarte, brazylijski aktor
  - Anerood Jugnauth, maurytyjski polityk, premier i prezydent Mauritiusa (zm. 2021)
- 30 marca: 
  - John Astin, amerykański aktor
  - Philippe Fanoko Kossi Kpodzro, togijski duchowny katolicki (zm. 2024)
- 31 marca:
  - Julián Herranz Casado, hiszpański kardynał
  - Ryszard Jakubowski, instruktor Związku Harcerstwa Polskiego
  - Jerzy Tepli, polski dziennikarz i publicysta (zm. 2020)
- 1 kwietnia:
  - Joseph Gossman, amerykański duchowny katolicki (zm. 2013)
  - Stanisław Tabaczyński, polski historyk, archeolog, wykładowca akademicki (zm. 2020)
  - Grace Lee Whitney, amerykańska aktorka (zm. 2015)
- 2 kwietnia:
  - Jelizawieta Jermołajewa, białoruska lekkoatletka, biegaczka średniodystansowa
  - Roddy Maude-Roxby, brytyjski aktor, komik
- 3 kwietnia:
  - Lawton Chiles, amerykański polityk, senator ze stanu Floryda (zm. 1998)
  - Anna Hofmokl-Radomska, polska stomatolog, siatkarka, lekkoatletka, wieloboistka (zm. 2022)
  - Helmut Kohl, niemiecki polityk, kanclerz Niemiec (zm. 2017)
- 4 kwietnia – Zygmunt Molik, polski aktor (zm. 2010)
- 5 kwietnia:
  - Emilio Bianchi di Cárcano, argentyński duchowny katolicki, biskup (zm. 2021)
  - Mary Costa, amerykańska śpiewaczka operowa
  - Witold Milewski, polski architekt (zm. 2021)
  - Zbigniew Orywał, polski lekkoatleta
- 6 kwietnia – Barbara Ptak, polska scenograf i kostiumolog
- 7 kwietnia:
  - Yves Rocher, polityk, założyciel francuskiego przedsiębiorstwa kosmetycznego Yves Rocher (zm. 2009)
  - Andrew Sachs, brytyjski aktor niemieckiego pochodzenia (zm. 2016)
- 8 kwietnia: 
  - Rafael Cadenas, wenezuelski poeta i eseista
  - Pol Greisch, luksemburski aktor i pisarz
  - Miller Williams, amerykański poeta, tłumacz i publicysta (zm. 2015)
- 9 kwietnia:
  - Bertram Blank, niemiecki polityk (zm. 1978)
  - Andrzej Borodzik, polski chemik (zm. 2021)
  - Władysław Kupiszewski, polski językoznawca
  - Jerzy Neter, polski brydżysta (zm. 2021)
  - Julia Tazbirowa, polska historyk
- 10 kwietnia – Dolores Huerta, amerykańska feministka i działaczka społeczna pochodzenia meksykańskiego
- 11 kwietnia:
  - Benjamin Almoneda, filipiński duchowny katolicki, biskup Daet (zm. 2023)
  - Krzysztof Berbeka, polski alpinista, taternik, ratownik górski, przewodnik tatrzański (zm. 1964)
  - Nicholas Frederick Brady, amerykański przedsiębiorca, polityk, senator ze stanu New Jersey
  - Kazuo Fukushima, japoński kompozytor (zm. 2023)
  - Walter Krüger, niemiecki lekkoatleta, oszczepnik (zm. 2018)
  - Silvio Padoin, włoski duchowny katolicki (zm. 2019)
  - Anton Szandor LaVey, amerykański założyciel Kościoła Szatana (zm. 1997)
- 12 kwietnia:
  - Barbara Krupa-Wojciechowska, polska lekarka, wykładowczyni akademicka (zm. 2023)
  - John Landy, australijski lekkoatleta, średniodystansowiec, polityk (zm. 2022)
  - Nancy Lyons, australijska pływaczka
  - Myrosław Popowycz, ukraiński filozof (zm. 2018)
  - Jan Suzin, polski prezenter telewizyjny (zm. 2012)
  - Michał Życzkowski, profesor mechaniki stosowanej na Politechnice Krakowskiej (zm. 2006)
- 13 kwietnia:
  - Zygmunt Perz, polski jezuita (zm. 2024)
  - Jerzy Waluga, polski inżynier i fotograf (zm. 2023)
  - Maciej Zimiński, polski dziennikarz (zm. 2013)
- 14 kwietnia:
  - Martin Adolf Bormann, niemiecki teolog (zm. 2013)
  - Bradford Dillman, amerykański aktor (zm. 2018)
- 15 kwietnia:
  - Vigdís Finnbogadóttir, prezydent Islandii
  - Władysław Papużyński, polski rolnik, związkowiec, polityk, senator RP (zm. 2016)
- 16 kwietnia:
  - Jan Ciechanowski, polski historyk (zm. 2016)
  - Erasmus Desiderius Wandera, ugandyjski duchowny katolicki, biskup Soroti (zm. 2022)
- 17 kwietnia:
  - Chris Barber, angielski muzyk jazzowy (zm. 2021)
  - Venantino Venantini, włoski aktor (zm. 2018)
- 18 kwietnia:
  - Jean Guillou, francuski kompozytor (zm. 2019)
  - Clive Revill, nowozelandzki aktor (zm. 2025)
- 19 kwietnia:
  - Larry Peerce, amerykański reżyser filmowy
  - Stanisław Poburka, polski siatkarz, trener (zm. 2020)
- 20 kwietnia:
  - Ivo Fürer, szwajcarski duchowny katolicki, biskup Sankt Gallen (zm. 2022)
  - Antony Jay, brytyjski dziennikarz, scenarzysta oraz producent filmowy i telewizyjny (zm. 2016)
  - Jerzy Próchnicki, polski aktor (zm. 2016)
  - Aleksander Pruszkowski, polski inżynier mechanik
- 21 kwietnia:
  - Silvana Mangano, włoska aktorka filmowa (zm. 1989)
  - Piotr Friedrich, polski reżyser, scenarzysta, realizator telewizyjny
  - Irena Szymkiewicz, polska aktorka
- 22 kwietnia:
  - Yvonne Audette, australijska malarka
  - Ada Feinberg-Sireni, izraelska nauczycielka, działaczka społeczna, polityk
  - Anthony Soter Fernandez, malezyjski duchowny katolicki, kardynał (zm. 2020)
  - Severian Yakymyshyn, kanadyjski duchowny Kościoła katolickiego obrządku bizantyjsko-ukraińskiego, bazylianin, eparcha New Westminster pochodzenia ukraińskiego (zm. 2021)
- 23 kwietnia – Margareta Ekström, szwedzka pisarka, tłumaczka, krytyk literacki (zm. 2021)
- 24 kwietnia:
  - Richard Donner, amerykański aktor, reżyser i producent filmowy pochodzenia żydowskiego (zm. 2021)
  - Conn Findlay, amerykański żeglarz sportowy, wioślarz (zm. 2021)
  - Elspeth Hay, brytyjska lekkoatletka, sprinterka
  - Zygfryd Korpalski, polski rzeźbiarz (zm. 2020)
  - Rodolfo Micheli, argentyński piłkarz, trener (zm. 2022)
  - José Sarney, brazylijski prawnik, adwokat, malarz, poeta, polityk, prezydent Brazylii
  - Dorothy Uhnak, amerykańska pisarka powieści kryminalnych (zm. 2006)
- 25 kwietnia:
  - Halina Dobrowolska, polska aktorka (zm. 1999)
  - Marek Kwiatkowski, polski historyk sztuki, muzealnik, varsavianista (zm. 2016)
  - Paul Mazursky, amerykański reżyser, aktor, scenarzysta i producent filmowy (zm. 2014)
- 26 kwietnia:
  - Oliviu Gherman, rumuński polityk, fizyk i matematyk (zm. 2020)
  - Roger Moens, belgijski lekkoatleta
- 27 kwietnia:
  - Ivo Frosio, szwajcarski piłkarz (zm. 2019)
  - Adélio Giuseppe Tomasin, włoski duchowny katolicki, biskup Quixady w Brazylii (zm. 2024)
- 28 kwietnia:
  - James Baker, amerykański polityk
  - Bernard Czernecki, polski duchowny katolicki
  - Carolyn Jones, amerykańska aktorka (zm. 1983)
  - Zalman Szowal, izraelski polityk i dyplomata
  - Wanda Warska, polska śpiewaczka jazzowa (wg niektórych źródeł urodziła się 28 kwietnia 1932, zm. 2019)
- 29 kwietnia:
  - Henri Coppens, belgijski piłkarz (zm. 2015)
  - Claus Ogerman, niemiecki kompozytor (zm. 2016)
  - Joe Porcaro, amerykański perkusista jazzowy (zm. 2020)
  - Jean Rochefort, francuski aktor (zm. 2017)
- 30 kwietnia:
  - Félix Guattari, francuski filozof i psychoanalityk (zm. 1992)
  - Marek Skwarnicki, polski poeta, publicysta, prozaik, tłumacz (zm. 2013)
- 1 maja – Maciej Krzanowski, polski lekarz kardiolog i reumatolog, polityk, senator RP (zm. 2017)
- 2 maja:
  - Marco Pannella, włoski prawnik, polityk, eurodeputowany (zm. 2016)
  - Juan Luis Ysern de Arce, hiszpański duchowny katolicki, biskup Ancud w Chile
- 3 maja:
  - William Franklin, amerykański duchowny katolicki
  - Juan Gelman, argentyński poeta (zm. 2014)
  - Luce Irigaray, francuska myślicielka i aktywistka feministyczna
- 4 maja – Tanios El Khoury, libański duchowny maronicki (zm. 2022)
- 5 maja – Douglas Turner Ward, amerykański dramaturg, aktor, reżyser i producent teatralny, działacz na rzecz praw człowieka (zm. 2021)
- 6 maja:
  - Kjell Bækkelund, norweski pianista (zm. 2004)
  - David Joseph Carpenter, amerykański seryjny morderca
  - Stanisław Gałoński, polski dyrygent, muzykolog
  - Stanisław Grzybowski, polski historyk (zm. 2022)
  - Mordechaj Gur, izraelski generał, polityk (zm. 1995)
  - Kazimierz Karabasz, polski reżyser filmów dokumentalnych (zm. 2018)
  - Elwira Lisowska, polska biochemik, profesor nauk biologicznych
  - Jefriem Prużanski, ukraiński reżyser filmów animowanych (zm. 1995)
- 7 maja:
  - Horst Bienek, niemiecki pisarz, publicysta i tłumacz (zm. 1990)
  - Jerzy Bronisławski, polski pułkownik kontrwywiadu, prawnik, pisarz
  - Anatolij Łukjanow, radziecki i rosyjski polityk (zm. 2019)
  - Stanisław Siek, polski psycholog
- 8 maja:
  - Jolanta Klimowicz, polska dziennikarka, publicystka (zm. 2017)
  - Gary Snyder, amerykański poeta, eseista
  - Marija Szubina, rosyjska kajakarka (zm. 2025)
- 9 maja:
  - Alicia Appleman-Jurman, autorka pamiętników, pochodzenia żydowskiego (zm. 2017)
  - Wojciech Giełżyński, polski dziennikarz i reportażysta (zm. 2015)
  - Zbigniew Maziej, polski generał (zm. 2021)
  - Olga Modrachová, czeska, wszechstronna lekkoatletka (zm. 1995)
  - Janusz Sztumski, polski socjolog (zm. 2025)
- 10 maja – George E. Smith, amerykański fizyk, laureat Nagrody Nobla (zm. 2025)
- 11 maja:
  - Xiomara Alfaro, kubańska piosenkarka (zm. 2018)
  - Edsger Dijkstra, holenderski naukowiec, pionier informatyki (zm. 2002)
  - Eva Kantůrková, czeska pisarka
- 12 maja:
  - Jesús Franco, hiszpański aktor, scenarzysta i reżyser (zm. 2013)
  - Patricia McCormick, amerykańska skoczkini do wody (zm. 2023)
- 13 maja:
  - Giuseppe Di Falco, włoski duchowny katolicki
  - Mike Gravel, amerykański polityk, senator ze stanu Alaska (zm. 2021)
  - José Jiménez Lozano, hiszpański pisarz (zm. 2020)
- 14 maja:
  - Barbara Horawianka, polska aktorka (zm. 2024)
  - Władysław Słowiński, polski kompozytor (zm. 2024)
- 15 maja:
  - Jasper Johns, amerykański artysta malarz
  - Jerzy Pachlowski, polski prozaik (zm. 2012)
  - Lawrence Sabatini, amerykański duchowny katolicki
  - José da Silva Chaves, brazylijski duchowny katolicki
  - Andrzej Walicki, polski filozof (zm. 2020)
  - Aleksandra Wojciechowska, polska animatorka kultury, etnograf (zm. 2009)
- 16 maja:
  - Stanisław Brudny, polski aktor (zm. 2025)
  - Warren Bruce Rudman, amerykański polityk, senator ze stanu New Hampshire (zm. 2012)
  - Janina Traczykówna, polska aktorka (zm. 2022)
  - Krystyna Zachwatowicz, polska aktorka, reżyser i scenograf
- 17 maja – Erwin Lanc, austriacki polityk (zm. 2025)
- 18 maja – Fred Saberhagen, amerykański pisarz s-f i fantasy (zm. 2007)
- 19 maja:
  - Włodzimierz Bojarski, polski energetyk, profesor, senator RP
  - Lorraine Hansberry, amerykańska dramatopisarka (zm. 1965)
  - Leszek Kubicki, polski prawnik
  - Don Lind, amerykański astronauta (zm. 2022)
  - Czesława Żuławska, polska prawnik (zm. 2024)
- 20 maja:
  - Milič Blahout, czeski taternik, przewodnik tatrzański I klasy i ratownik górski (zm. 1978)
  - Miguel Seijas, urugwajski wioślarz
  - William Joseph Winter, amerykański duchowny katolicki, biskup pomocniczy Pittsburgha
- 21 maja:
  - Lina Brockdorff, maltańska poetka, prozaiczka, dramatopisarka
  - Sylwester Chęciński, polski reżyser i scenarzysta filmowy (zm. 2021)
  - Kesang Czoden, królowa Bhutanu
  - Malcolm Fraser, australijski polityk, premier Australii (zm. 2015)
- 22 maja:
  - Tadeusz Chromik, polski jezuita (zm. 2021)
  - Jan Ciszewski, polski dziennikarz sportowy (zm. 1982)
- 23 maja – Aleksandar Matanović, serbski szachista (zm. 2023)
- 24 maja:
  - Marian Korczak, polski polityk, poseł na Sejm RP (zm. 1994)
  - Hans-Martin Linde, szwajcarski flecista
  - Matthew Meselson, amerykański biolog
- 25 maja:
  - Sonia Rykiel, francuska projektantka mody, pisarka, aktorka pochodzenia żydowskiego (zm. 2016)
  - Helena Stachnowicz, polska poetka, pedagog (zm. 2020)
- 26 maja – Kajetan Hądzelek, polski historyk sportu, działacz sportowy (zm. 2024)
- 27 maja:
  - John Barth, amerykański pisarz (zm. 2024)
  - Jerzy Jarowiecki, polski prasoznawca
  - William S. Sessions, amerykański polityk i urzędnik państwowy (zm. 2020)
- 28 maja:
  - Frank Drake, amerykański astronom i astrofizyk, założyciel SETI (zm. 2022)
  - Anatol (Kuzniecow), rosyjski duchowny prawosławny (zm. 2024)
  - Vytautas Petkevičius, litewski pisarz (zm. 2008)
  - Edward Seaga, jamajski polityk (zm. 2019)
  - Antoni Siemianowski, polski prezbiter katolicki (zm. 2022)
- 29 maja – Asbjørn Hansen, norweski piłkarz, bramkarz (zm. 2017)
- 30 maja – Zygmunt Łomny, polski pedagog (zm. 2024)
- 31 maja:
  - Gary Brandner, amerykański scenarzysta, dramaturg i prozaik (zm. 2013)
  - Clint Eastwood, amerykański aktor, reżyser, producent filmowy
- 2 czerwca:
  - Charles Conrad, amerykański astronauta (zm. 1999)
  - Zbigniew Sudolski, polski językoznawca (zm. 2024)
- 3 czerwca:
  - Marion Zimmer Bradley, amerykańska pisarka fantasy (zm. 1999)
  - Václav Vorlíček, czeski reżyser (zm. 2019)
- 4 czerwca:
  - Ludwik Flaszen, polski krytyk teatralny (zm. 2020)
  - Carlos Lucas, chilijski bokser (zm. 2022)
  - Zbigniew Poprawski, polski dramatopisarz (zm. 2020)
  - Barbara Skucińska, polska agronomka
  - Wiktor Tichonow, rosyjski hokeista (zm. 2014)
- 5 czerwca:
  - Ursula Lehr, niemiecka polityk (zm. 2022)
  - Willibald Pahr, austriacki prawnik, polityk, minister, dyplomata
  - Andrzej Perepeczko, polski marynarz, oficer floty handlowej, pisarz i publicysta (zm. 2023)
- 7 czerwca:
  - Gérard Genette, francuski teoretyk literatury (zm. 2018)
  - Leszek Moczulski, polski dziennikarz, polityk, historyk (zm. 2024)
  - Jerzy Płonka, polski matematyk (zm. 2020)
- 8 czerwca – Robert Aumann, izraelski matematyk i członek Amerykańskiej Akademii Nauk, laureat Nagrody Nobla
- 9 czerwca:
  - Yngve Brodd, szwedzki piłkarz (zm. 2016)
  - Lin Carter, amerykański pisarz, redaktor i krytyk (zm. 1988)
  - Bogusław Mrozek, polski badacz stosunków międzynarodowych (zm. 2020)
  - Karol Przybyłowicz, polski inżynier
- 10 czerwca:
  - Ilja Głazunow, rosyjski malarz (zm. 2017)
  - Jacek Trznadel, polski pisarz (zm. 2022)
- 11 czerwca – Roy Fisher, brytyjski poeta (zm. 2017)
- 12 czerwca:
  - Adolf Born, czeski malarz, ilustrator i karykaturzysta (zm. 2016)
  - Arkadij Dawidowicz, rosyjski pisarz, aforysta (zm. 2021)
  - Michał Hempoliński, polski filozof i historyk filozofii (zm. 2005)
  - Ivan Kristan, słoweński prawnik, polityk i nauczyciel akademicki (zm. 2023)
  - Jim Nabors, amerykański aktor i piosenkarz (zm. 2017)
  - Otto Schenk, austriacki reżyser i aktor teatralny (zm. 2025)
  - Danuta Wierzbicka, polska lekarka i polityk, posłanka na Sejm RP (zm. 2024)
- 13 czerwca:
  - Ryszard Kukliński, polski agent CIA (zm. 2004)
  - Emmanuel Milingo, zambijski były duchowny katolicki, arcybiskup Lusaki, egzorcysta, działacz społeczny, pisarz, osobowość medialna
  - Andrzej Mularczyk, polski pisarz i scenarzysta filmowy (zm. 2024)
  - Paul Veyne, francuski archeolog i historyk (zm. 2022)
- 14 czerwca:
  - Anna Balcar-Boroń, polska pediatra (zm. 2023)
  - José Carlos Castanho de Almeida, brazylijski duchowny katolicki, biskup Araçatuba (zm. 2022)
  - Jerzy Jedlicki, polski historyk (zm. 2018)
  - Christer Kihlman, fińsko-szwedzki pisarz (zm. 2021)
  - Dragoljub Mićunović, serbski filozof, polityk
  - Włodzimierz Odojewski, polski pisarz (zm. 2016)
- 15 czerwca:
  - Elisabeth Branäs, szwedzka curlerka (zm. 2010)
  - Zbigniew Kwaśny, polski historyk
- 16 czerwca:
  - Otia Ioseliani, gruziński pisarz (zm. 2011)
  - Serafim de Sousa Ferreira e Silva, portugalski duchowny rzymskokatolicki
  - Vilmos Zsigmond, węgierski operator filmowy (zm. 2016)
- 17 czerwca:
  - Barbara Z. Kielar, polska translatorka (zm. 2021)
  - Honorata Marcińczak, polska gimnastyczka (zm. 2022)
  - Romuald Twardowski, polski kompozytor i pedagog (zm. 2024)
- 18 czerwca:
  - Henryk Machalica, polski aktor (zm. 2003)
  - Bogusław Stanisławski, polski działacz społeczny (zm. 2019)
- 19 czerwca:
  - Wanda Andrzejewska, polska okulistka
  - Gena Rowlands, amerykańska aktorka (zm. 2024)
- 20 czerwca: 
  - Magdalena Abakanowicz, polska rzeźbiarka (zm. 2017)
  - Athanase Matti Shaba Matoka, iracki duchowny syryjskokatolicki (zm. 2025)
- 21 czerwca:
  - Marian Cichoń, polski ekonomista, wykładowca uniwersytecki (zm. 2008)
  - Sune Larsson, szwedzki biegacz narciarski
  - John Edward McCarthy, amerykański duchowny katolicki (zm. 2018)
- 22 czerwca:
  - Jurij Artiuchin (ros. Юрий Петрович Артюхин), radziecki kosmonauta (zm. 1998)
  - Leoncjusz Ciuciura, polski kompozytor (zm. 2017)
  - Orlando Octacílio Dotti, brazylijski duchowny katolicki, biskup Vacarii
- 23 czerwca:
  - Donn Eisele, amerykański astronauta (zm. 1987)
  - Mohamed Mehdi Yaghoubi, irański zapaśnik, medalista olimpijski (zm. 2021)
  - Elza Soares, brazylijska piosenkarka (zm. 2022)
- 24 czerwca – Claude Chabrol, francuski reżyser filmowy (zm. 2010)
- 25 czerwca:
  - Franco Croci, włoski duchowny katolicki, arcybiskup, urzędnik Kurii Rzymskiej (zm. 2021)
  - Władysław Mącior, polski prawnik (zm. 2022)
- 26 czerwca
  - Jan Maciejowski, polski reżyser, dyrektor teatrów
  - Wolfgang Schwanitz, niemiecki polityk (zm. 2022)
- 27 czerwca:
  - Alina Afanasjew, polska scenograf (zm. 2018)
  - Raúl Corriveau, kanadyjski duchowny katolicki
  - Ross Perot, amerykański przedsiębiorca, polityk (zm. 2019)
  - Ryszard Ronczewski, polski aktor (zm. 2020)
  - Jesus Balaso Tuquib, filipiński duchowny katolicki (zm. 2019)
  - Jan Červinka, czeski taternik i alpinista (zm. 2025)
- 28 czerwca:
  - William Campbell, amerykańsko-irlandzki biochemik, laureat Nagrody Nobla
  - Ignacy Piotr VIII Abdel-Ahad, syryjski duchowny katolicki (zm. 2018)
  - Helena Karwacka, polska historyk literatury (zm. 2017)
  - Wacław Urban, polski historyk (zm. 2009)
- 29 czerwca:
  - Robert Evans, amerykański aktor i producent filmowy (zm. 2019)
  - Émile Marcus, francuski duchowny katolicki, arcybiskup Tuluzy
  - Sławomir Mrożek, polski dramatopisarz i prozaik (zm. 2013)
- 30 czerwca:
  - Mariusz Kuczyński, polski operator dźwięku (zm. 2021)
  - Thomas Sowell, amerykański ekonomista
  - Anna Turska, polska prawnik, profesor nauk prawnych (zm. 2014)
- 1 lipca:
  - Józef Lebenbaum, polski dziennikarz
  - Anna Lisowska-Niepokólczycka, polska pisarka, autorka słuchowisk radiowych dla dzieci (zm. 1997)
  - Zygmunt Rolat, polsko-żydowski filantrop (zm. 2024)
  - Gonzalo Sánchez de Lozada, boliwijski przedsiębiorca i polityk
  - Stefan Szlachtycz, polski reżyser filmowy
- 2 lipca:
  - Ahmad Jamal, amerykański pianista (zm. 2023)
  - Jadwiga Mackiewicz, polska pedagog
  - Ota Pavel, czeski pisarz i dziennikarz sportowy (zm. 1973)
  - Carlos Saúl Menem, polityk argentyński, prezydent Argentyny (zm. 2021)
- 3 lipca:
  - Jan Bógdoł, polski aktor (zm. 2020)
  - Carlos Kleiber, austriacki dyrygent (zm. 2004)
  - Ferdinando Riva, szwajcarski piłkarz (zm. 2014)
- 4 lipca:
  - Janusz Tartyłło, polski scenograf (zm. 2025)
  - Jurij Tiukałow, radziecki wioślarz (zm. 2018)
- 5 lipca – Josefa Frandl, austriacka narciarka
- 7 lipca:
  - Theodore McCarrick, amerykański duchowny katolicki, były kardynał (zm. 2025)
  - Biljana Plavšić, prezydent Republiki Serbskiej w latach 1996–1998
- 8 lipca:
  - Mustafa Hamid Mansur, egipski zapaśnik (zm. 1982)
  - Franciszek Starowieyski, polski malarz, grafik, scenograf (zm. 2009)
- 9 lipca:
  - Richard Demarco, szkocki artysta współczesny i promotor sztuki
  - Jordi Pujol i Soley, przywódca Konwergencji Demokratycznej Katalonii
  - Bożena Steinborn, polska historyk sztuki
- 10 lipca:
  - Josef Buchmann, niemiecki przedsiębiorca, filantrop
  - Roman Huszczo, polski reżyser filmów animowanych (zm. 2015)
  - Stanisław Kluska, polski geodeta (zm. 2009)
  - Indira Parthasarathy, indyjski pisarz
- 11 lipca:
  - Harold Bloom, amerykański profesor, krytyk literacki (zm. 2019)
  - Tarcisio Pillolla, włoski duchowny katolicki, biskup Iglesias (zm. 2021)
  - Daniel Szczechura, polski reżyser i scenarzysta filmowy
- 12 lipca:
  - Jean Brankart, belgijski kolarz szosowy i torowy (zm. 2020)
  - Jan Molenda, polski historyk (zm. 2024)
- 13 lipca – Samuel Sanford Shapiro, amerykański statystyk (zm. 2023)
- 14 lipca:
  - Polly Bergen, amerykańska aktorka (zm. 2014)
  - Alfred Mąka, polski duchowny katolicki (zm. 2021)
  - Andrzej Szenajch, polski aktor i kostiumolog
- 15 lipca:
  - Jacques Derrida, francuski filozof (zm. 2004)
  - Marian Majkut, polski malarz (zm. 2020)
  - Stephen Smale, amerykański matematyk
- 16 lipca:
  - Michael Bilirakis, amerykański polityk
  - Helena Wiśniewska, polska lekkoatletka, sprinterka (zm. 2021)
- 17 lipca – Sigvard Ericsson, szwedzki łyżwiarz szybki (zm. 2019)
- 18 lipca:
  - Maria Dmochowska, polska polityk (zm. 2017)
  - Stefan Kamasa, polski altowiolista
  - Burt Kwouk, brytyjski aktor (zm. 2016)
  - Barbara Maciąg, polska szybowniczka (zm. 2017)
  - Ewa Siatkowska, polska językoznawczyni (zm. 2020)
- 20 lipca:
  - Lotte Ingrisch, austriacka pisarka, dramaturg (zm. 2022)
  - Joanis Marinos, grecki dziennikarz, polityk
  - Chuck Daly, amerykański trener koszykarski (zm. 2009)
- 21 lipca:
  - Lucjan Czubiński, polski generał dywizji, prawnik, polityk, naczelny prokurator wojskowy, prokurator generalny PRL, wiceminister spraw wewnętrznych (zm. 2020)
  - Helen Merrill, amerykańska wokalistka jazzowa
- 22 lipca:
  - Eric del Castillo, meksykański aktor
  - Nikołaj Krogius, rosyjski szachista (zm. 2022)
- 24 lipca:
  - Madonna Buder, amerykańska triathlonistka
  - Gianni Clerici, włoski tenisista, dziennikarz sportowy, pisarz (zm. 2022)
- 25 lipca – Alice Parizeau, kanadyjska pisarka, dziennikarka (zm. 1990)
- 26 lipca – Władysław Zajewski, polski historyk
- 27 lipca – Shirley Williams, brytyjska polityk (zm. 2021)
- 28 lipca: 
  - Thadeu Gomes Canellas, brazylijski duchowny katolicki, biskup Osório
  - Anna Skrzydlewska, polska zakonnica, architektka wnętrz, plastyk (zm. 2017)
- 29 lipca:
  - Mieczysław Jaworski, polski duchowny katolicki, biskup pomocniczy kielecki (zm. 2001)
  - Paul Taylor, amerykański choreograf (zm. 2018)
- 30 lipca – Russ Adams, amerykański fotograf sportowy (zm. 2017)
- 1 sierpnia – Pierre Bourdieu, francuski socjolog (zm. 2002)
- 2 sierpnia – Andrzej Rościszewski, polski prawnik (zm. 2019)
- 4 sierpnia:
  - Ali as-Sistani, szyicki duchowny iracki
  - Anna Więzik, polska poetka, działaczka PCK (zm. 2011)
- 5 sierpnia:
  - Neil Armstrong, amerykański astronauta, dowódca misji Apollo 11, pierwszy człowiek który w dniu 20 lipca 1969 postawił stopę na Księżycu (zm. 2012)
  - Michal Kováč, słowacki polityk (zm. 2016)
  - Jean Laudet, francuski kajakarz
- 6 sierpnia – Abbey Lincoln, amerykańska pieśniarka jazzowa (zm. 2010)
- 7 sierpnia:
  - Zdzisław Kwapisz, polski koszykarz, trener
  - Tadeusz Stankiewicz, polski „Sprawiedliwy wśród Narodów Świata” (zm. 2024)
- 8 sierpnia: 
  - John Leibrecht, amerykański duchowny katolicki
  - Nita Talbot, amerykańska aktorka
- 9 sierpnia:
  - Roman Berger, polski muzyk (zm. 2020)
  - Jacques Parizeau, kanadyjski polityk (zm. 2015)
- 10 sierpnia:
  - Jorma Panula, fiński dyrygent, kompozytor i pedagog
  - Barry Unsworth, angielski prozaik (zm. 2012)
- 11 sierpnia – Arne Vinje Gunnerud, norweski rzeźbiarz (zm. 2007)
- 12 sierpnia – George Soros, amerykański finansista pochodzenia węgiersko-żydowskiego
- 15 sierpnia – Albert Ndele, kongijski ekonomista, bankier, polityk, premier Demokratycznej Republiki Konga (zm. 2023)
- 16 sierpnia:
  - Antonio Permunian, szwajcarski piłkarz (zm. 2020)
  - Tony Trabert, amerykański tenisista (zm. 2021)
- 17 sierpnia:
  - Krystyna Hajec-Wleciał, polska siatkarka (zm. 2020)
  - Ted Hughes, angielski poeta (zm. 1998)
  - Simone Arnold Liebster, francuska pisarka, filantrop
  - James B. Ranck Jr., amerykański fizjolog, biofizyk i psycholog
  - Janina Stefanowicz-Schmidt, polska rzeźbiarka, pedagog
- 18 sierpnia – Franciszek Adamski, polski socjolog, pedagog społeczny, prof. dr hab. nauk humanistycznych
- 19 sierpnia:
  - Frank McCourt, amerykański pisarz, laureat nagrody Pulitzera (zm. 2009)
  - Józef Świder, polski kompozytor (zm. 2014)
- 20 sierpnia:
  - Nicole Marthe Le Douarin, francuska biolog, embriolog, wykładowczyni akademicka
  - Jan Olszewski, polski prawnik, adwokat, publicysta, polityk, sędzia Trybunału Stanu, premier RP (zm. 2019)
  - Alicja Schnepf, polska działaczka społeczna (zm. 2025)
- 21 sierpnia:
  - Bob Steckle, kanadyjski zapaśnik (zm. 2022)
  - Irena Vrkljan, chorwacka pisarka i tłumaczka (zm. 2021)
  - Małgorzata Windsor, księżniczka, członkini brytyjskiej rodziny królewskiej, młodsza siostra królowej Elżbiety II (zm. 2002)
- 23 sierpnia:
  - Ja’ir Caban, izraelski polityk
  - Joanne Hewson, kanadyjska narciarka (zm. 2023)
  - Michel Rocard, francuski polityk (zm. 2016)
- 24 sierpnia:
  - Teodoro de Faria, portugalski duchowny katolicki, biskup Funchal
  - Jerzy Holzer, polski historyk, politolog (zm. 2015)
- 25 sierpnia:
  - Sean Connery, brytyjski aktor filmowy (zm. 2020)
  - Gieorgij Danelija, rosyjski reżyser (zm. 2019)
- 26 sierpnia – Stanisław Kulon, polski rzeźbiarz (zm. 2022)
- 27 sierpnia:
  - Wiktor Abałakin, rosyjski astronom (zm. 2018)
  - Erzsébet Galgóczi, węgierska pisarka, reporterka (zm. 1989)
- 28 sierpnia:
  - Irena Cieślikówna, polska tancerka baletowa, primabalerina, pedagog (zm. 2013)
  - Ben Gazzara, amerykański aktor (zm. 2012)
  - Johannes Antonius de Kok, holenderski duchowny katolicki
  - Jerzy Kułtuniak, polski dziennikarz
  - Roman Śliwonik, polski poeta (zm. 2012)
- 30 sierpnia:
  - Warren Buffett, amerykański inwestor giełdowy
  - Paul Poupard, francuski duchowny katolicki, kardynał
- 31 sierpnia – Godefroid Mukeng’a Kalond, kongijski duchowny katolicki, arcybiskup Kanangi
- 1 września:
  - Andrzej Grzybowski, polski aktor, architekt i hipolog (zm. 2020)
  - Janina Kocemba-Koehler, polska nauczycielka (zm. 2023)
  - Ora Namir, izraelska polityk (zm. 2019)
  - Anita Dolly Panek, brazylijska biochemiczka pochodzenia polsko-żydowskiego (zm. 2024)
  - Zbigniew Wilma, polski architekt, grafik
- 2 września – Zdzisław Klimek, polski śpiewak operowy (zm. 2023)
- 3 września:
  - Henryk Górski, polski lekarz (zm. 2016)
  - Jan Jończyk, polski prawnik (zm. 2022)
  - Sylvester Ryan, amerykański duchowny katolicki, biskup Monterey w Kalifornii
- 4 września – Marek Sewen, polski kompozytor i dyrygent
- 5 września:
  - Danuta Ćirlić-Straszyńska, polska tłumaczka i publicystka (zm. 2025)
  - Tadeusz Zipser, polski architekt
- 6 września:
  - Salvatore De Giorgi, włoski duchowny katolicki, kardynał
  - Graviola Ewing, gwatemalska lekkoatletka, sprinterka (zm. 2020)
  - Eugeniusz Kościelak, polski lekarz (zm. 2022)
- 7 września:
  - Roland Aboujaoudé, libański duchowny maronicki (zm. 2019)
  - Elżbieta Dołęga-Wrzosek, polska działaczka społeczna
  - Baldwin I Koburg, król Belgii (zm. 1993)
  - Władysław Rospondek, polski artysta fotograf
  - Sonny Rollins, amerykański saksofonista jazzowy
- 8 września:
  - Mario Adorf, niemiecki aktor pochodzenia włoskiego
  - Jeanette Altwegg, brytyjska łyżwiarka figurowa pochodzenia szwajcarskiego (zm. 2021)
  - Helmut Piirimäe, estoński historyk (zm. 2017)
  - Józef Rurawski, polski filolog (zm. 2023)
- 9 września:
  - Tadeusz Jurasz, polski aktor (zm. 2019)
  - Frank Lucas, amerykański gangster (zm. 2019)
  - Jean Spautz, luksemburski polityk
- 10 września:
  - Ivan Aralica, chorwacki pisarz, scenarzysta filmowy, polityk
  - Jiří Hálek, czeski aktor (zm. 2020)
  - Kiyohiro Miura, japoński pisarz
  - Liliana Segre, włoska działaczka społeczna i przedsiębiorca żydowskiego pochodzenia
- 11 września:
  - Vera T. Sós, węgierska matematyk (zm. 2023)
  - Adam Strzembosz, polski prawnik, brat Teresy i Tomasza Strzemboszów
  - Teresa Strzembosz, polska działaczka katolicka, siostra Adama i Tomasza Strzemboszów (zm. 1970)
  - Tomasz Strzembosz, polski historyk, brat Teresy i Adama Strzemboszów (zm. 2004)
  - Aleksandra Tymieniecka, polska historyk ruchu robotniczego (zm. 2023)
- 12 września:
  - Piotr Skrzynecki, animator i konferansjer kabaretu Piwnica pod Baranami (zm. 1997)
  - Akira Suzuki, japoński chemik, laureat Nagrody Nobla
  - Alicja Wawrzeńczyk, polska rolniczka, posłanka na Sejm PRL (zm. 2000)
  - Jerzy Wójcik, polski operator filmowy i reżyser (zm. 2019)
- 13 września:
  - Ida Kurcz, polska psycholog (zm. 2024)
  - James McLane, amerykański pływak (zm. 2020)
- 14 września:
  - Jerzy Bereś, polski rzeźbiarz (zm. 2012)
  - Ryszard Bielawski, polski entomolog, doktor nauk przyrodniczych (zm. 2023)
  - Anton Donczew, bułgarski pisarz (zm. 2022)
  - Adam Smelczyński, polski strzelec sportowy (zm. 2021)
- 15 września:
  - José Carbone, argentyński piłkarz (zm. 2014)
  - Eliza Dąbrowska-Prot, polska entomolog
- 16 września:
  - Anne Francis, amerykańska aktorka (zm. 2011)
  - Maria Lorentz, polska historyk sztuki (zm. 2018)
- 17 września:
  - Czesław Bakalarski, polski prawnik (zm. 2021)
  - Endre Gyulay, węgierski duchowny katolicki (zm. 2024)
  - David Huddleston, amerykański aktor (zm. 2016)
  - Theo Loevendie, holenderski kompozytor, klarnecista i saksofonista
  - Edgar Mitchell, amerykański astronauta (zm. 2016)
  - Thomas Stafford, amerykański astronauta (zm. 2024)
- 18 września:
  - Ignacy Mojżesz I Daoud, katolicki duchowny obrządku syryjskiego, patriarcha Antiochii (zm. 2012)
  - Vlado Gotovac, chorwacki poeta, eseista, krytyk literacki (zm. 2000)
- 19 września:
  - Muhal Richard Abrams, amerykański pianista i kompozytor jazzowy (zm. 2017)
  - Henryk Bąk, polski działacz ludowy, wicemarszałek Sejmu (zm. 1998)
  - Ernst-Wolfgang Böckenförde, niemiecki prawnik (zm. 2019)
- 20 września:
  - Peter Toshio Jinushi, japoński duchowny katolicki, biskup Sapporo (zm. 2021)
  - Jan Machnik, polski archeolog, profesor nauk humanistycznych (zm. 2023)
  - Richard Montague, amerykański matematyk, filozof (zm. 1971)
- 22 września:
  - Joni James, amerykańska piosenkarka (zm. 2022)
  - Jan Mietelski, polski astronom
- 23 września:
  - Ray Charles, amerykański piosenkarz, muzyk i pianista (zm. 2004)
  - Ivan Krasko, rosyjski aktor (zm. 2025)
  - Charles B. Griffith, amerykański scenarzysta, reżyser i aktor (zm. 2007)
- 24 września:
  - Fernand Ouellette, kanadyjski poeta, prozaik, dziennikarz
  - John Young, amerykański astronauta (zm. 2018)
- 25 września:
  - Elsa Aguirre, meksykańska aktorka
  - Bogusz Bilewski, polski aktor (zm. 1995)
  - Nino Cerruti, włoski stylista, projektant mody oraz biznesmen (zm. 2022)
  - Shel Silverstein, amerykański poeta i autor książek dla dzieci (zm. 1999)
  - Witold Zagórski, polski koszykarz (zm. 2016)
- 26 września:
  - Philip Bosco, amerykański aktor (zm. 2018)
  - Joe Brown, brytyjski wspinacz (zm. 2020)
  - Karolina Kaczorowska, polska działaczka emigracyjna, żona Ryszarda Kaczorowskiego (zm. 2021)
  - Jerzy Zygmanowski, polski przedsiębiorca i polityk (zm. 2023)
- 27 września – Maria Bubicz, polska chemiczka i pedagog
- 28 września:
  - Mieczysław Czechowicz, polski aktor (zm. 1991)
  - Daniel Ryan, amerykański duchowny katolicki (zm. 2015)
  - Immanuel Wallerstein, amerykański socjolog, historyk i ekonomista (zm. 2019)
- 29 września:
  - Lidia Biela, polska działaczka konspiracyjna
  - Richard Bonynge, dyrygent i pianista pochodzenia australijskiego
  - Colin Dexter, brytyjski pisarz (zm. 2017)
- 1 października:
  - Mykolas Arlauskas, litewski biochemik, polityk (zm. 2020)
  - Richard Harris, irlandzki aktor i pieśniarz (zm. 2002)
  - Janusz Kroszel, polski ekonomista (zm. 2021)
  - Franciszek Krysta, polski działacz partyjny i państwowy, wicewojewoda częstochowski (1975–1981) (zm. 1986)
  - Ałła Nizowcewa, radziecka działaczka partyjna (zm. 2013)
  - Philippe Noiret, francuski aktor teatralny i filmowy (zm. 2006)
  - Jan Stecki, polski fizykochemik (zm. 2025)
- 2 października:
  - Ivy Dumont, bahamska polityk
  - Wiesława Parszniak, polska lekkoatletka, koszykarka i piłkarka ręczna (zm. 2001)
- 4 października – Katherine Wei-Sender, amerykańska brydżystka pochodzenia chińskiego (zm. 2024)
- 5 października:
  - Tytus Krawczyc, polski generał (zm. 2020)
  - Roderyk Lange, polski etnolog (zm. 2017)
  - Pawło Popowicz, radziecki kosmonauta, pierwszy kosmonauta narodowości ukraińskiej (zm. 2009)
  - Reinhard Selten, niemiecki ekonomista, laureat Nagrody Nobla (zm. 2016)
- 6 października:
  - Hafiz al-Asad, polityk syryjski, prezydent Syrii (zm. 2000)
  - Brunon Hołyst, polski prawnik
- 7 października:
  - Adam Brzozowski, polski kompozytor
  - Jean Forestier, francuski kolarz torowy
  - Edmund Kotarski, polski historyk literatury
- 8 października:
  - James Olson, amerykański aktor (zm. 2022)
  - Faith Ringgold, amerykańska artystka (zm. 2024)
  - Tōru Takemitsu, japoński kompozytor (zm. 1996)
  - Jerzy Tomaszewski, polski historyk (zm. 2014)
- 9 października:
  - Andrzej Glass, polski historyk lotnictwa
  - Wiesław Gołas, polski aktor teatralny i filmowy, żołnierz AK (zm. 2021)
- 10 października:
  - Yves Chauvin, francuski chemik, laureat Nagrody Nobla (zm. 2015)
  - Akiyuki Nosaka, japoński pisarz (zm. 2015)
  - Harold Pinter, angielski dramaturg, pisarz, reżyser teatralny i scenarzysta, laureat Nagrody Nobla (zm. 2008)
  - Gilbert Rey, szwajcarski piłkarz
- 13 października:
  - Teresa Lubkiewicz-Urbanowicz, polska pisarka (zm. 2023)
  - John Veevers, australijski geolog (zm. 2018)
- 14 października:
  - Schafik Handal, salwadorski polityk (zm. 2006)
  - Renate-Charlotte Rabbethge, niemiecka polityk i dziennikarka (zm. 2021)
  - Bogusław Sochnacki, polski aktor (zm. 2004)
- 15 października:
  - Colin McDonald, angielski piłkarz, bramkarz
  - Christian Wiyghan Tumi, kameruński duchowny katolicki, arcybiskup Duali, kardynał (zm. 2021)
- 16 października:
  - Patricia Jones, kanadyjska lekkoatletka, sprinterka (zm. 2000)
  - John Polkinghorne, brytyjski duchowny anglikański, fizyk teoretyczny, teolog, pisarz (zm. 2021)
- 17 października:
  - Freimut Börngen, niemiecki astronom (zm. 2021)
  - Józef Kopczyński, polski artysta rzeźbiarz (zm. 2006)
- 18 października:
  - Frank Carlucci, amerykański polityk, dyplomata, funkcjonariusz wywiadu (zm. 2018)
  - Hubert Coppenrath, polinezyjski duchowny katolicki (zm. 2022)
- 21 października:
  - Teresa Michałowska-Rauszer, polska rzeźbiarka
  - Iwan Siłajew, rosyjski polityk, premier Rosji (zm. 2023)
  - Stanisław Stachowski, polski slawista i turkolog (zm. 2021)
- 22 października:
  - Estela Barnes de Carlotto, argentyńska działaczka praw człowieka i liderka organizacji Babcie z Plaza de Mayo
  - Carl Mengeling, amerykański duchowny katolicki (zm. 2025)
- 23 października – Thomas Flanagan, amerykański duchowny katolicki (zm. 2019)
- 24 października:
  - Bohdan Mikuć, polski aktor (zm. 2015)
  - Ahmad Shah, sułtan stanu Pahang (zm. 2019)
- 25 października:
  - Harold Brodkey, amerykański pisarz (zm. 1996)
  - Henryk Maciołek, polski lekarz
  - Lutosław Wolniewicz, polski fizyk (zm. 2020)
- 26 października – John Arden, brytyjski pisarz (zm. 2012)
- 27 października:
  - Wiesława Drojecka, polska piosenkarka (zm. 2024)
  - Janusz Maksymowicz, polski działacz kombatancki
  - Miłosz Matwijewicz, polski malarz, twórca sztuki użytkowej (zm. 2019)
  - Zbigniew Szczerba, polski inżynier (zm. 2024)
  - Wilfredo Peláez, urugwajski koszykarz (zm. 2019)
- 28 października:
  - Bernie Ecclestone, angielski prezydent i szef Formula One Administration
  - Gustaw Kron, polski aktor (zm. 2016)
- 29 października:
  - Rafael de la Barra Tagle, chilijski duchowny katolicki
  - Puck Brouwer, holenderska lekkoatletka, sprinterka, medalistka olimpijska (zm. 2006)
  - Mariusz Dmochowski, polski aktor (zm. 1992)
  - Charles Geerts, belgijski piłkarz (zm. 2015)
  - Bogumił Łaszkiewicz, polski chemik
  - Omara Portuondo, kubańska śpiewaczka
  - Niki de Saint Phalle, francuska rzeźbiarka i malarka (zm. 2002)
  - Zdzisław Sikorski, polski chemik
- 30 października: 
  - Clifford Brown, amerykański trębacz jazzowy (zm. 1956)
  - Timothy Findley, kanadyjski pisarz (zm. 2002)
  - Inger Jørgensen, norweska narciarka alpejska
- 31 października:
  - Michael Collins, amerykański astronauta, uczestnik pierwszego lądowania na Księżycu (zm. 2021)
  - Zdzisław Najder, polski historyk, dyrektor Rozgłośni Polskiej Radia Wolna Europa (zm. 2021)
  - Bill Pearl, amerykański kulturysta (zm. 2022)
- 1 listopada:
  - Alojzy Balcerzak, polski grafik, malarz, popularyzator sztuki i wykładowca (zm. 2021)
  - Edgar Basel, niemiecki pięściarz, medalista olimpijski (zm. 1977)
  - Mabandla Dlamini, książę, premier Suazi od 23 listopada 1979 do 25 marca 1983 (zm. 2025)
  - A.R. Gurney, amerykański pisarz i dramaturg (zm. 2017)
- 2 listopada:
  - Aleksander Barszczewski, polski pisarz i poeta (zm. 2022)
  - Václav Erben, czeski pisarz, autor kryminałów (zm. 2003)
  - Zenon Mróz, polski uczony
  - Anna Szumiłowska, polska szwaczka, poseł na Sejm PRL (zm. 2018)
- 3 listopada:
  - James Kennedy, amerykański pastor kościoła prezbiteriańskiego (zm. 2007)
  - Harry Kurschat, niemiecki bokser (zm. 2022)
  - Tsutomu Seki, japoński astronom
  - Lois Smith, amerykańska aktorka
- 4 listopada – Dick Groat, amerykański baseballista i koszykarz (zm. 2023)
- 6 listopada – Konrad Szabelewski, polsko-francuski architekt (zm. 2021)
- 7 listopada: 
  - Kazimierz Dziewanowski, polski pisarz, dziennikarz, reportażysta, podróżnik, dyplomata (zm. 1998)
  - Barry Newman, amerykański aktor (zm. 2023)
- 8 listopada:
  - Jerzy Brzostek, magister inżynier komunikacji i budownictwa, działacz PZPR, były wiceprezydent Warszawy, były minister budownictwa, były dyrektor GDBM
  - Percy Knowles, bahamski żeglarz
  - Lucjan Szołajski, polski lektor (zm. 2013)
- 10 listopada:
  - Gene Conley, amerykański koszykarz (zm. 2017)
  - Stanisław Żak, polski generał
- 11 listopada:
  - Alewtina Kołczina, rosyjska biegaczka narciarska (zm. 2022)
  - Marcin Łyskanowski, polski prozaik i historyk (zm. 2013)
  - Tadeusz Nowak, polski poeta, prozaik i tłumacz (zm. 1991)
- 12 listopada: 
  - Tonke Dragt, holenderska pisarka (zm. 2024)
  - Aleksandra Koncewicz, polska aktorka (zm. 2021)
- 13 listopada – Fred R. Harris, amerykański pisarz, polityk, senator ze stanu Oklahoma (zm. 2024)
- 14 listopada:
  - John Bennett, amerykański lekkoatleta
  - Jānis Pujats, łotewski duchowny katolicki, kardynał
  - Edward Higgins White, amerykański astronauta (zm. 1967)
- 15 listopada:
  - James Graham Ballard, brytyjski powieściopisarz, nowelista i eseista (zm. 2009)
  - Eugeniusz Bernadzki, polski leśnik (zm. 2016)
  - Aureliano Bolognesi, włoski bokser (zm. 2018)
  - Barbara Seidler, polska dziennikarka i publicystka
- 16 listopada:
  - Chinua Achebe, nigeryjski pisarz (zm. 2013)
  - Salvatore Riina, włoski mafioso (zm. 2017)
- 17 listopada:
  - David Amram, amerykański kompozytor i multiinstrumentalista
  - Marika Kallamata, albańska aktorka (zm. 2019)
  - Zdzisław Krasiński, polski działacz państwowy (zm. 2016)
- 18 listopada:
  - Jerzy Artysz, polski śpiewak (zm. 2024)
  - Charles Bateman, amerykański aktor (zm. 2024)
  - Sonja Edström, szwedzka biegaczka narciarska (zm. 2020)
  - Kazimierz Kord, polski dyrygent (zm. 2021)
  - Gregor Strniša, słoweński poeta i dramaturg (zm. 1987)
- 19 listopada:
  - Paul de Casteljau, francuski inżynier, fizyk, matematyk (zm. 2022)
  - Zuzanna Czajkowska, polska dziennikarka i tłumaczka (zm. 2017)
  - Christian Schwarz-Schilling, niemiecki polityk
  - Jerzy Szczerbań, polski chirurg (zm. 2018)
- 20 listopada:
  - John of the Cross Chang-yik, koreański duchowny katolicki, biskup (zm. 2020)
  - Bernard Horsfall, brytyjski aktor (zm. 2013)
  - Andrzej Krzeczunowicz, polski dziennikarz i dyplomata (zm. 2020)
- 21 listopada – Zbigniew Prostak, polski pisarz science fiction (zm. 2015)
- 22 listopada:
  - Eugeniusz Chmielewski, polski technik mechanik, grudziądzki historyk-regionalista (zm. 2008)
  - Owen Garriott, amerykański astronauta (zm. 2019)
  - Peter Hall, brytyjski reżyser filmowy i teatralny (zm. 2017)
- 23 listopada:
  - Herberto Hélder, portugalski poeta (zm. 2015)
  - Zdzisław Skrzeczkowski, polski koszykarz (zm. 2024)
- 24 listopada – Albert Wolsky, amerykański kostiumograf pochodzenia francusko-polskiego
- 25 listopada – Brian Herbinson, kanadyjski jeździec (zm. 2022)
- 26 listopada:
  - Viola Burnham, gujańska nauczycielka i polityczka (zm. 2003)
  - Jacques Foix, francuski piłkarz (zm. 2017)
  - Uładzimir Karatkiewicz, białoruski prozaik, poeta, dramaturg (zm. 1984)
  - Jerzy Muszyński, polski prawnik i politolog (zm. 2024)
  - Jimmy Omagbemi, nigeryjski lekkoatleta, sprinter (zm. 2012)
  - Czesław Rymarz, polski pułkownik, matematyk, fizyk, mechanik, meteorolog, cybernetyk, informatyk, inżynier, filozof, wykładowca akademicki (zm. 2011)
- 27 listopada – Władimir Maksimow, rosyjski pisarz, dysydent (zm. 1995)
- 30 listopada:
  - Roman Dzwonkowski, polski rzymskokatolicki duchowny (zm. 2020)
  - Zdzisław Łapiński, polski historyk i teoretyk literatury
  - Andrzej Gąsienica Roj, polski narciarz alpejczyk, rajdowiec (zm. 1989)
  - Bogdan Wojdowski, polski pisarz, publicysta, krytyk literacki (zm. 1994)
- 1 grudnia:
  - Marie Bashir, australijska lekarka i działaczka społeczna
  - Ch’oe T’ae Bok, północnokoreański polityk (zm. 2024)
- 2 grudnia:
  - Gary Becker, amerykański ekonomista, laureat Nagrody Nobla (zm. 2014)
  - David Piper, brytyjski kierowca rajdowy
- 3 grudnia – Jean-Luc Godard, francuski reżyser (zm. 2022)
- 4 grudnia:
  - Leszek Bakuła, polski pisarz (zm. 1997)
  - Ronnie Corbett, szkocki komik i aktor (zm. 2016)
  - Paul-Heinz Dittrich, niemiecki kompozytor (zm. 2020)
  - Gilbert Guillaume, francuski prawnik i dyplomata
  - Osmond Martin, belizeński duchowny katolicki (zm. 2017)
  - Jim Hall, amerykański gitarzysta jazzowy (zm. 2013)
- 5 grudnia:
  - Ginter Gawlik, polski piłkarz (zm. 2005)
  - Władysław Loranc, polski dziennikarz, polityk (zm. 2022)
  - Roger Vonlanthen, szwajcarski piłkarz (zm. 2020)
- 6 grudnia – Wojciech Zabłocki, polski szermierz (zm. 2020)
- 7 grudnia – Dani Karawan, izraelski rzeźbiarz (zm. 2021)
- 8 grudnia:
  - John Morressy, amerykański pisarz science fiction i fantasy (zm. 2006)
  - Maximilian Schell, szwedzki aktor (zm. 2014)
- 9 grudnia:
  - José Siro González Bacallao, kubański duchowny katolicki, biskup Pinar del Rio (zm. 2021)
  - Edoardo Sanguineti, włoski pisarz i krytyk literacki (zm. 2010)
  - Buck Henry, amerykański aktor (zm. 2020)
  - Francesco Maselli, włoski reżyser i scenarzysta filmowy (zm. 2023)
  - Óscar Humberto Mejía Victores, gwatemalski generał, polityk, prezydent Gwatemali (zm. 2016)
  - Hanna Świderska, polska historyk (zm. 2022)
- 10 grudnia – Aleksandra Witkowska, polska urszulanka (zm. 2024)
- 11 grudnia:
  - Chus Lampreave, hiszpańska aktorka (zm. 2016)
  - Walentina Litujewa, radziecka lekkoatletka, skoczkini w dal (zm. 2008)
  - Jean-Louis Trintignant, francuski aktor, scenarzysta i reżyser filmowy i teatralny (zm. 2022)
  - Amelia Wershoven, amerykańska lekkoatletka, oszczepniczka (zm. 2013)
- 12 grudnia:
  - Zbigniew Bogdański, polski aktor
  - Stanisław Bolkowski, polski naukowiec (zm. 2023)
- 13 grudnia:
  - Karl Braun, niemiecki duchowny katolicki, biskup Eichstätt, arcybiskup metropolita Bambergu
  - Dominic Carmon, afroamerykański duchowny katolicki (zm. 2018)
  - Zdzisław Leśniak, polski aktor (zm. 2002)
  - Natan Zach, izraelski poeta, eseista, krytyk literacki (zm. 2020)
- 15 grudnia:
  - Marian Dziemianko, polski ksiądz katolicki
  - Edna O’Brien, pisarka irlandzka (zm. 2024)
  - Henryk Rospara, polski rzemieślnik, poseł na Sejm I kadencji (zm. 2004)
- 16 grudnia:
  - Jerzy Markuszewski, polski reżyser, scenarzysta, aktor (zm. 2007)
  - Wiesław Poznański, polski zootechnik (zm. 2021)
- 17 grudnia:
  - Sławomir Błaut, polski tłumacz (zm. 2014)
  - Armin Mueller-Stahl, niemiecki aktor
  - Leonard Pulchny, polski reżyser i scenarzysta filmowy (zm. 2020)
- 18 grudnia
  - Franciszek Marek, polski historyk
  - Kazimierz Zarzycki, polski profesor nauk przyrodniczych (zm. 2023)
- 19 grudnia:
  - Andreas Baltes, niemiecki polityk (zm. 2001)
  - Hugolin Langkammer, polski franciszkanin (zm. 2021)
  - Nicole Questiaux, francuska polityk
  - Georg Stollenwerk, niemiecki piłkarz (zm. 2014)
- 21 grudnia – Kalevi Sorsa, fiński polityk, premier Finlandii (zm. 2004)
- 22 grudnia: 
  - Salvatore Gionta, włoski piłkarz wodny (zm. 2025)
  - Beryl Penrose, australijska tenisistka (zm. 2021)
- 23 grudnia:
  - Tadeusz Oracki, polski historyk
  - Jean Stewart, nowozelandzka pływaczka, medalistka olimpijska (zm. 2020)
- 24 grudnia – Arsenio Iglesias, hiszpański piłkarz, trener (zm. 2023)
- 25 grudnia:
  - Emanoul Aghasi, irański bokser (zm. 2021)
  - Richard N. Dixon, brytyjski chemik (zm. 2021)
  - Jerzy Gebert, polski dziennikarz sportowy
  - Adam Wodnicki, polski tłumacz (zm. 2020)
- 26 grudnia – Donald Moffat, amerykański aktor (zm. 2018)
- 27 grudnia – Marshall Sahlins, amerykański antropolog kulturowy (zm. 2021)
- 29 grudnia – Guillermo Díaz Zambrano, chilijski piłkarz (zm. 1997)
- 30 grudnia:
  - Elmira Gordon, belizeńska psycholog i polityk (zm. 2021)
  - Alvin Patterson, jamajski muzyk reggae (zm. 2021)
  - Tu Youyou, chińska biochemik, laureatka Nagrody Nobla
- data dzienna nieznana: 
  - Barney Glaser, amerykański socjolog (zm. 2022)
  - Henryk Gryc, polski architekt (zm. 1993)
  - Recai Kutan, turecki polityk i inżynier (zm. 2024)
  - Mieczysław Piróg, polski fizyk
  - Barbara Szacka, polska socjolożka (zm. 2025)

## Zmarli
- 3 stycznia – Władysław Horodecki, polski architekt tworzący głównie w Kijowie (ur. 1863)
- 28 stycznia – Mojżesz Tovini, włoski duchowny katolicki, błogosławiony (ur. 1877)
- 30 stycznia – Benedykt Dybowski, polski przyrodnik, podróżnik, odkrywca i lekarz, badacz jeziora Bajkał, Dalekiego Wschodu i Kamczatki (ur. 1833)
- 9 lutego – Alice Williams Brotherton, amerykańska poetka (ur. 1848)
- 14 lutego – Alfonsa Clerici, włoska zakonnica, błogosławiona katolicka (ur. 1860)
- 21 lutego – Ahmad Szah Kadżar (per. احمد شاه قاجار), szach Persji z dynastii Kadżarów (ur. 1898)
- 23 lutego – Horst Wessel, niemiecki nazista (ur. 1907)
- 25 lutego:
  - Kalikst Caravario, włoski salezjanin, misjonarz, męczennik, święty katolicki (ur. 1903)
  - Alojzy Versiglia, włoski salezjanin, misjonarz, biskup, męczennik, święty katolicki (ur. 1873)
- 2 marca – David Herbert Lawrence, angielski poeta i prozaik (ur. 1885)
- 5 marca – Antoni Michałowski, polski lekarz, działacz społeczny, uczestnik powstania styczniowego (ur. 1837)
- 6 marca – Alfred von Tirpitz, niemiecki admirał, twórca floty niemieckiej (ur. 1849)
- 8 marca – William Howard Taft, dwudziesty siódmy prezydent USA (ur. 1857)
- 10 marca – Misuzu Kaneko, japońska poetka (ur. 1903)
- 11 marca – Silvio Gesell, niemiecki ekonomista-teoretyk (ur. 1862)
- 12 marca:
  - William Barker, kanadyjski pilot, as myśliwski okresu I wojny światowej (ur. 1894)
  - Alois Jirásek, czeski pisarz i dramaturg (ur. 1851)
- 16 marca – Miguel Primo de Rivera, hiszpański polityk i wojskowy (ur. 1870)
- 19 marca:
  - Arthur Balfour, polityk brytyjski, premier Wielkiej Brytanii (ur. 1848)
  - Wilfrid Michael Voynich, amerykański antykwarysta i kolekcjoner polskiego pochodzenia, odkrywca Manuskryptu Voynicha (ur. 1865)
- 2 kwietnia – Zeuditu (amh. ዘውዲቱ), cesarzowa Etiopii (ur. 1876)
- 14 kwietnia – Władimir Majakowski, radziecki poeta i dramatopisarz (ur. 1893)
- 21 kwietnia – Robert Bridges, poeta angielski (ur. 1844)
- 22 kwietnia:
  - Jeppe Aakjær, dziennikarz i pisarz duński (ur. 1866)
  - Carl-Oscar Girsén, fiński żeglarz, olimpijczyk (ur. 1889)
- 29 kwietnia:
  - Hipolit Oleszyński, pierwszy polski Badacz Pisma Świętego (ur. 1857)
  - Maria Poliduri, grecka poetka (ur. 1902)
- 1 maja – Ryszard Pampuri, włoski lekarz, bonifrater, święty katolicki (ur. 1897)
- 13 maja – Fridtjof Nansen, norweski oceanograf, badacz polarny, laureat Nagrody Nobla (ur. 1861)
- 14 maja – Władysław Orkan, polski pisarz (ur. 1875)
- 17 maja – Max Valier, niemiecki inżynier, pionier techniki rakietowej (ur. 1895)
- 27 maja – Gabriel Miró, hiszpański pisarz (ur. 1879)
- 1 czerwca – Eugénio Tavares, poeta z Wysp Zielonego Przylądka (ur. 1867)
- 5 czerwca – Jules Pascin, bułgarski malarz i grafiki (ur. 1885)
- 9 czerwca – Arthur St. John Adcock, brytyjski pisarz i krytyk (ur. 1864)
- 25 czerwca – Maryla Wolska, polska poetka okresu Młodej Polski (ur. 1873)
- 29 czerwca – Julian Ejsmond, polski pisarz i poeta (ur. 1892)
- 7 lipca – Arthur Conan Doyle, pisarz angielski (ur. 1859)
- 11 lipca – Andon Zako Çajupi, albański pisarz i dramaturg (ur. 1866)
- 28 lipca – Allvar Gullstrand, okulista szwedzki, laureat Nagrody Nobla (ur. 1862)
- 30 lipca – Joan Gamper, szwajcarski biznesmen, sponsor klubów piłkarskich (ur. 1877)
- 11 sierpnia:
  - Edward Hartley Angle, amerykański ortodonta (ur. 1855)
  - Michalina Kwiatkowska, uczestniczka powstania styczniowego, aktorka (ur. 1847)
- 12 sierpnia – Wilfred Bolton, angielski rugbysta (ur. 1862)
- 26 sierpnia – Lon Chaney, amerykański aktor (ur. 1883)
- 29 sierpnia – William Archibald Spooner, angielski uczony i anglikański duchowny (ur. 1844)
- 4 września – Władimir Arsienjew, rosyjski pisarz (ur. 1872)
- 5 września:
  - Johann Georg Hagen, austriacki astronom, jezuita (ur. 1847)
  - Georges de Porto-Riche, francuski dramatopisarz (ur. 1849)
- 6 września:
  - Kazimierz Dłuski, polski lekarz, społecznik, działacz polityczny (ur. 1855)
  - Jerzy Pepłowski, polski oficer, kawaler Virtuti Militari (ur. 1893)
- 7 września – Jolán Adriányi-Borcsányi, węgierska taterniczka (ur. 1881)
- 18 września – Charles Allen, angielski polityk i walijski rugbysta (ur. 1861)
- 29 września – Ilja Riepin (ros. Илья Ефимович Репин), rosyjski malarz (ur. 1844)
- 1 października – Hoeroa Tiopira, nowozelandzki rugbysta (ur. 1871)
- 4 października – Ołena Pcziłka, ukraińska pisarka, krytyczka literacka, wydawczyni (ur. 1849)
- 5 października – Kazimierz Czapla, polski adwokat, notariusz i działacz narodowy na Górnym Śląsku (ur. 1869)[1][2]
- 10 października – Armitage Trail, amerykański pisarz (ur. 1902)
- 15 października – Albert Grisar, belgijski żeglarz, medalista olimpijski (ur. 1870)
- 21 października – Włodzimierz Perzyński, polski dramaturg i prozaik (ur. 1877)
- 22 października – Jerzy Rabcewicz, polski inżynier i generał (ur. 1864)
- 31 października – Irena Stefani, włoska zakonnica, pielęgniarka, misjonarka, błogosławiona katolicka (ur. 1891)
- listopad – Alfred Wegener, niemiecki meteorolog i geolog, w czasie burzy śnieżnej na Grenlandii (ur. 1880)
- 5 listopada – Christiaan Eijkman, lekarz holenderski, laureat Nagrody Nobla (ur. 1858)
- 14 listopada – Georg Westling, fiński żeglarz, medalista olimpijski (ur. 1879)
- 21 listopada – Klelia Merloni, włoska zakonnica, błogosławiona katolicka (ur. 1861)
- 1 grudnia – Gustaf Estlander, fiński żeglarz i łyżwiarz, konstruktor jachtów, olimpijczyk (ur. 1876)
- 8 grudnia
  - Florbela Espanca, portugalska poetka (ur. 1894)
  - Adolphe Retté, francuski poeta i pisarz (ur. 1863)
- 9 grudnia:
  - Lauritz Christiansen, norweski żeglarz, medalista olimpijski (ur. 1867)
  - Laura Muntz Lyall, kanadyjska impresjonistka (ur. 1860)
- 13 grudnia – Fritz Pregl, austriacki profesor chemii medycznej, laureat Nagrody Nobla (ur. 1869)
- 23 grudnia – Ferdinand Martini, niemiecki aktor filmowy i teatralny (ur. 1870)
- 27 grudnia – Walenty Wisz, polski snycerz, rzeźbiarz (ur. 1847)

## Zdarzenia astronomiczne
- 21 października – całkowite zaćmienie Słońca

## Nagrody Nobla
- z fizyki – sir Chandrasekhara Venkata Raman
- z chemii – Hans Fischer
- z medycyny – Karl Landsteiner
- z literatury – Sinclair Lewis
- nagroda pokojowa – Nathan Söderblom

## Święta ruchome
- Tłusty czwartek: 27 lutego
- Ostatki: 4 marca
- Popielec: 5 marca
- Pamiątka śmierci Jezusa Chrystusa: 12 kwietnia
- Niedziela Palmowa: 13 kwietnia
- Wielki Czwartek: 17 kwietnia
- Wielki Piątek: 18 kwietnia
- Wielka Sobota: 19 kwietnia
- Wielkanoc: 20 kwietnia
- Poniedziałek Wielkanocny: 21 kwietnia
- Wniebowstąpienie Pańskie: 29 maja
- Zesłanie Ducha Świętego: 8 czerwca
- Boże Ciało: 19 czerwca